# Militärputsch in Ägypten 2013
Beim Militärputsch in Ägypten 2013 handelt es sich um einen Putsch des ägyptischen Militärs unter Führung des Militärratschefs Abd al-Fattah as-Sisi gegen die erste demokratisch gewählte Regierung Ägyptens unter Staatspräsident Mohammed Mursi. Am 3. Juli 2013 setzte die Militärführung nach vorherigem 48-stündigen Ultimatum den Staatspräsidenten ab, die Verfassung außer Kraft und übernahm die Macht.
Die Militärintervention war nach anhaltenden und zunehmend gewalttätigen Protesten gegen die der islamistischen ägyptischen Muslimbruderschaft nahestehende Regierung Mursis erfolgt und verschärfte die Staatskrise in Ägypten. Die Militärführung begründete die Absetzung Mursis mit dem Argument, es reagiere mit einer „Zweiten Revolution“ auf den Willen des Volkes, das mit politischen und ökonomischen Missständen unzufrieden gewesen sei. Die ägyptischen Generäle rechtfertigten den Putsch im Juli zudem mit der Behauptung, dass die Muslimbrüder einer Agenda der USA und der EU folgten und gleichzeitig eine Politik des Terrors betrieben, wie auf dem Sinai, wo Dschihadisten das Militär seit mehr als einem Jahr bekämpften. Westliche Medien berichteten, die Absetzung Mursis sei erfolgt, da dieser die Hoffnungen vieler Ägypter auf eine Demokratisierung nach dem Sturz Husni Mubaraks enttäuscht habe. Anhänger des gestürzten Präsidenten Mursi und Menschenrechtsgruppen warfen dem Militär vor, den gewählten Präsidenten durch einen Putsch gestürzt zu haben und zum Regime des langjährigen Machthabers Mubarak zurückkehren zu wollen.
Bei dem Sturz Mursis wirkte eine Allianz aus Militärs, Justiz und Sicherheitsapparat zusammen. Der Putsch wurde vom koptischen Patriarchen, Papst Tawadros II., dem Imam der Kairoer Azhar-Universität, Großscheich Ahmed Tayeb, Vertretern der Protestbewegung Tamarod sowie zumindest anfänglich vom linksliberalen Führer des Oppositionsbündnisses Nationale Heilsfront, Mohammed el-Baradei, und Vertretern der salafistischen Nur-Partei offiziell unterstützt und begrüßt. Die Militärführung setzte eine teilweise zivile, anti-islamistische und nicht gewählte Übergangsregierung unter Interimspremierminister Hasim al-Beblawi ein, worauf die Staatskrise weiter eskalierte. Sämtliche christliche Bischöfe sowie der Koptenpapst Tawadros II. dankten nach Angaben des katholischen Beauftragten der Deutschen Bischofskonferenz in Kairo dem Militär für den Sturz Mursis.

## Hintergrund
Nach der Revolution von 2011 schränkten weder die islamistisch noch die nicht-islamistisch geprägten postrevolutionären Eliten den politischen Einfluss des Militärs, das in Ägypten traditionell die eigentliche Quelle der Macht war, wirkungsvoll ein, so dass es zu einer Rückkehr des alten Systems mit zivilem Anschein kam. Während rund ein Drittel der Bevölkerung mit den Muslimbrüdern und Präsident Mursi sympathisierte, stützten sich die Generäle des Militärs vor allem auf den sogenannten „Tiefen Staat“, also die ehemaligen Mubarak-Anhänger, die weiterhin in Verwaltung, Justiz und Polizei Positionen einnahmen. Diese Gruppen, die seit der ägyptischen Revolution von 2011 viel Macht und finanzielle Mittel verloren hatten, drängten schon seit längerer Zeit auf eine Restauration und setzten auf einen neuen Regierungschef, der durch eine Konterrevolution ein ähnliches System wie unter Mubarak installieren würde. Mursi traf auf großen Widerstand in den Institutionen. Die Medien, die Mursi nicht kontrollierte, machten gegen ihn Front. Das Establishment in Justiz und Bürokratie behinderte seine Politik nach Kräften. Das Verfassungsgericht löste 2012 das Parlament und die Verfassunggebende Versammlung auf, wo die Muslimbrüder die Mehrheit hatten. Die ständigen Versuche der Justiz, die gewählten Gremien aufzulösen, konnten bereits als Anläufe für einen kommenden Putsch betrachtet werden. Nachdem sich Mursi dann im November 2012 per Selbstermächtigungsdekret über die Justiz hinwegsetzte, um aus Sicht der Muslimbruderschaft einem juristischen Staatsstreich zuvorzukommen, machte die Justiz in den Monaten danach gegen ihre Entmachtung mobil, Medien, Zivilgesellschaft und der alte Sicherheitsapparat gegen die „diktatorischen Vollmachten“ (Markus Bickel/FAZ), die Mursi sich sicherte und Anfang Dezember 2012 auf Druck der Opposition wieder annullierte.

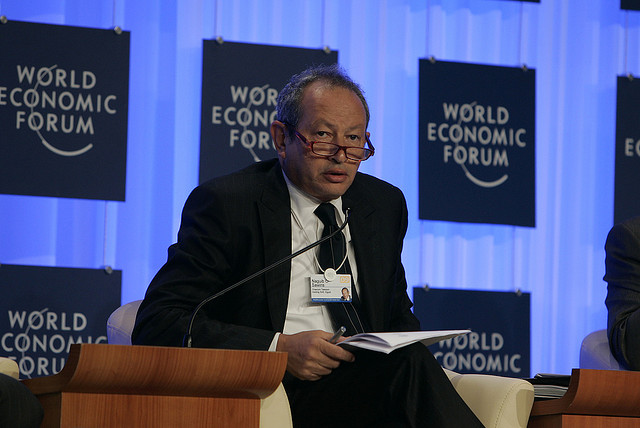
Der als „reichster Mann Afrikas“ bekannte Naguib Sawiris verließ das Land nach Anklage wegen Korruption und Vorteilsnahme und kehrte unmittelbar nach dem Putsch zurück.

So beruhten auch die Massendemonstrationen vom 30. Juni und die Entmachtung von Präsident Mursi maßgeblich auf dem Wirken von Mubarak-Anhängern, von ägyptischen Geheimdiensten und der ägyptischen Armee. Die Mitglieder dieser als „Säulen der Macht“ angesehenen Kreise hielten sich seit der ägyptischen Revolution von 2011 zurück und warteten auf die Gelegenheit einer Rückkehr in ihre Machtpositionen.
Die Absetzung des Präsidenten Mursi durch das ägyptische Militär Anfang Juli 2013 erfolgte zwar nach politischem Druck durch Demonstrationen und Protestaktionen. Die Entscheidung zum Sturz Mursis traf die Militärführung jedoch bereits Tage vor den Massenprotesten. Im Hintergrund wirkten letztendlich etablierte Interessengruppen wie die Unternehmerelite, die über Monate hinweg auf das politische Scheitern der Muslimbruderschaft hingearbeitet hatten. Es wurde angezweifelt, dass die Unterschriftenaktion gegen Mursi tatsächlich von einem Netzwerk von Jugendaktivisten allein organisiert worden sein kann. Es existieren Berichte, nach denen die Initiative vom Militär und den Geheimdiensten unterstützt wurde. Der Darstellung der Organisatoren von Tamarod nach sollte das Netzwerk angeblich in weniger als drei Monaten 22 Millionen Ägypter veranlasst haben, den sofortigen Rücktritt des Staatspräsidenten zu fordern, doch wurden die Unterschriften der Aktion, welche die entscheidenden Massenproteste ausgelöst hatte, von keiner unabhängigen Kraft gezählt. Stattdessen trat der als reichster Mann Ägyptens geltende Unternehmer Naguib Sawiris, ein Angehöriger der koptischen Christen, in seinem Fernsehsender ONTV auf und gab an, er habe Tamarod die Infrastruktur seiner Muslimbruderschaft-kritischen Partei der Freien Ägypter für die Organisation ihrer Aktion zur Verfügung gestellt. Auch die Verfassungsrichterin Tahani al-Gebali, eine Juristin aus der Mubarak-Zeit, hatte sich der New York Times zufolge in die Dienste von Tamarod gestellt und bei der Formulierung der Forderungen geholfen. Schon ein Jahr vor dem Putsch hatte die New York Times berichtet, dass die Spitzenrichterin Gebali mit den führenden Generälen zusammengearbeitet habe, um den Aufstieg der Islamisten zu blockieren. Die Mursi-Regierung, die in der Bevölkerung abnehmende Unterstützung fand, konnte dem Widerstand dieser Interessengruppen und damit auch der Unternehmerelite nicht standhalten. Beobachter sahen das plötzliche Auftreten von Versorgungsengpässen bei Strom, Benzin und Gas während Mursis letzter Amtstage vor dem Putsch als Hinweis darauf an, dass Anhänger des alten Regimes alles daran setzten, das Volk gegen den Präsidenten aufzubringen. Die Masse der Menschen demonstrierte Ende Juni 2013 gegen die Regierung nicht aufgrund von beeinträchtigten Menschenrechten wie Polizeifolter verhafteter Oppositioneller oder beschränkter Pressefreiheit, sondern aufgrund von Versorgungsengpässen wie Strom- und Wasser-Ausfällen, Lebensmittelteuerung und Benzinverknappung sowie aufgrund von Arbeitslosigkeit. Der Umstand, dass seit dem Putsch unvermittelt wieder Benzin an den Tankstellen zur Verfügung stand, die Stromausfälle endeten und auch die Polizei, die Mursi während seiner Präsidentschaft ein Jahr lang offen boykottiert und so den rapiden Anstieg der Straßenkriminalität befördert hatte, wieder ihre Arbeit aufnahm, wurde als Hinweis gedeutet, dass der Militärputsch lange vorausgeplant war und die Entmachtung der Rückkehr des alten Systems diente. In gleicher Weise wurde auch die von Beobachtern konstatierte, ungewöhnlich hohe Aktivität des Inlandsgeheimdienstes in der betroffenen Phase gewertet und die Nachricht, dass bereits einen Tag nach dem Putsch mehrere Großinvestitoren angekündigt haben, wieder in Ägypten zu investieren. Darunter auch Naguib Sawiris, der versprach, seine Familie werde „in Ägypten investieren wie niemals zuvor“.

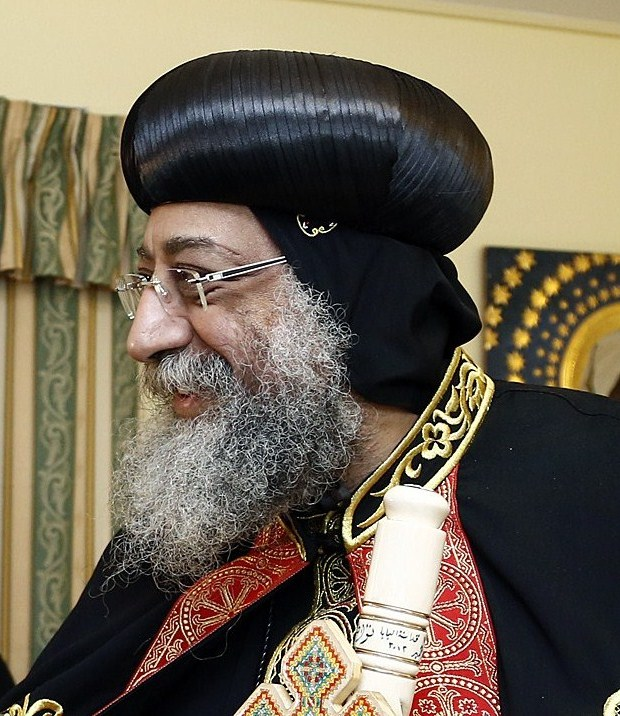
Tawadros II. (Koptischer Papst)
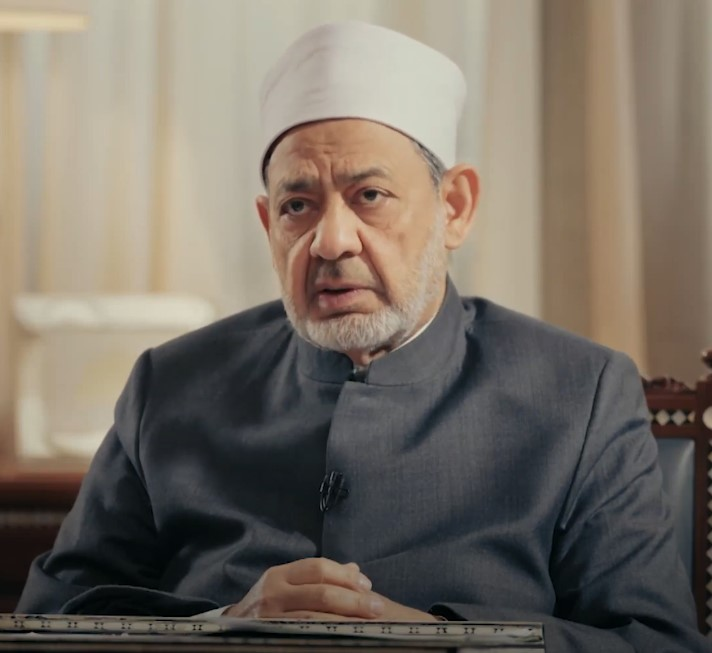
Ahmed Tayeb (Scheich al-Azhar)
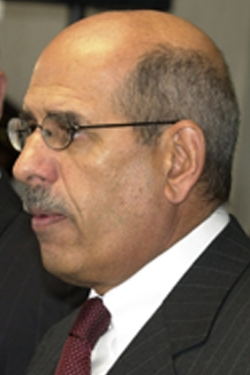
Mohammed el-Baradei (Nationale Heilsfront-Chef)

Anders als im Februar 2011 trat die Armee während des Militärputsches nicht als Machtinhaber auf, sondern präsentierte sich als das Alte beendende und das Neue ermöglichende Instanz. Dem Generalstabschef Sisi standen bei seiner Ansprache zum Putsch die Oberhäupter der koptischen Kirche, der islamischen Azhar-Institution, der linksliberale Oppositionsführer Mohammed el-Baradei, die Initiatoren der Tamarod-Bewegung und selbst die Salafisten der radikal-islamistischen Nur-Partei (Nur-Partei) zur Seite.
Nach dem Putsch gegen Mursi wurde eine Rückkehr der alten Eliten beobachtet, die sich zunächst noch hinter der Militärführung hielten, jedoch bereits die Wiederherstellung der alten wirtschaftlichen Verhältnisse anstrebten. In der vom Militär nach dem Putsch eingesetzten Interimsregierung waren vorwiegend Politiker und Technokraten vertreten, die dem Unternehmerlager nahestanden, so dass Interessenwahrung der Großunternehmer im weiteren Verlauf des politischen Übergangsprozesses personell angelegt war. Der Interimsregierung gehörten nach dem Putsch wieder viele bekannte Persönlichkeiten aus der Mubarak-Ära an – eine Ministerin war schon unter Mubarak Mitglied der Führungsriege der damaligen Regierungspartei. Auch die meisten Provinz-Gouverneure stammten wie unter Mubarak wieder aus dem Polizei- und Militärapparat. Der neuen, faktisch von Armeechef Abd al-Fattah as-Sisi geführten Allianz gehörten zudem die Wirtschaftseliten und ein großer Teil der Politiker an, die nach der Revolution prominent geworden waren. Sisi selbst wurde schnell für eine Präsidentschaftskandidatur vorgeschlagen und diskutiert. Zugleich verstärkte sich mit der vorläufigen Freilassung von Husni Mubarak der Eindruck, dass sämtliche staatlichen Institutionen hinter diesem standen und halfen, Beweise für in seiner Verantwortung stehende Verbrechen zu vernichten oder zu verdecken, während der gesamte Staatsapparat gegen Mursi arbeitete.

## Vorgeschichte

### Maßnahmen der Justiz gegen gewählte Gremien zugunsten des Militärrats 2012
Nach dem Sturz Mubaraks bei der sogenannten „Revolution“ von 2011 hatte der Oberste Militärrat unter Mohammed Hussein Tantawi, in engem Kontakt zum Verbündeten USA, die Macht übernommen und die fortdauernden Proteste der Jugendbewegung, aber auch koptischer Christen, oft mit äußerster Brutalität niedergeschlagen. Den Aufstieg der Muslimbruderschaft über demokratische Wahlen bremste der von Tantawi geleitete Militärrat mit einer Auflösung des Parlaments sowie Verfassungszusätzen, die die Macht des ersten freigewählten Präsidenten Mohammed Mursi einschränkten. Die fortdauernden Versuche der Justiz, die gewählten Gremien aufzulösen, wurden als Anläufe für einen kommenden Putsch gewertet, die erfolgte Auflösung des Parlaments durch die Justiz am 14. Juni 2012 als „stiller Putsch des Militärs“.

### Unruhen im Januar 2013

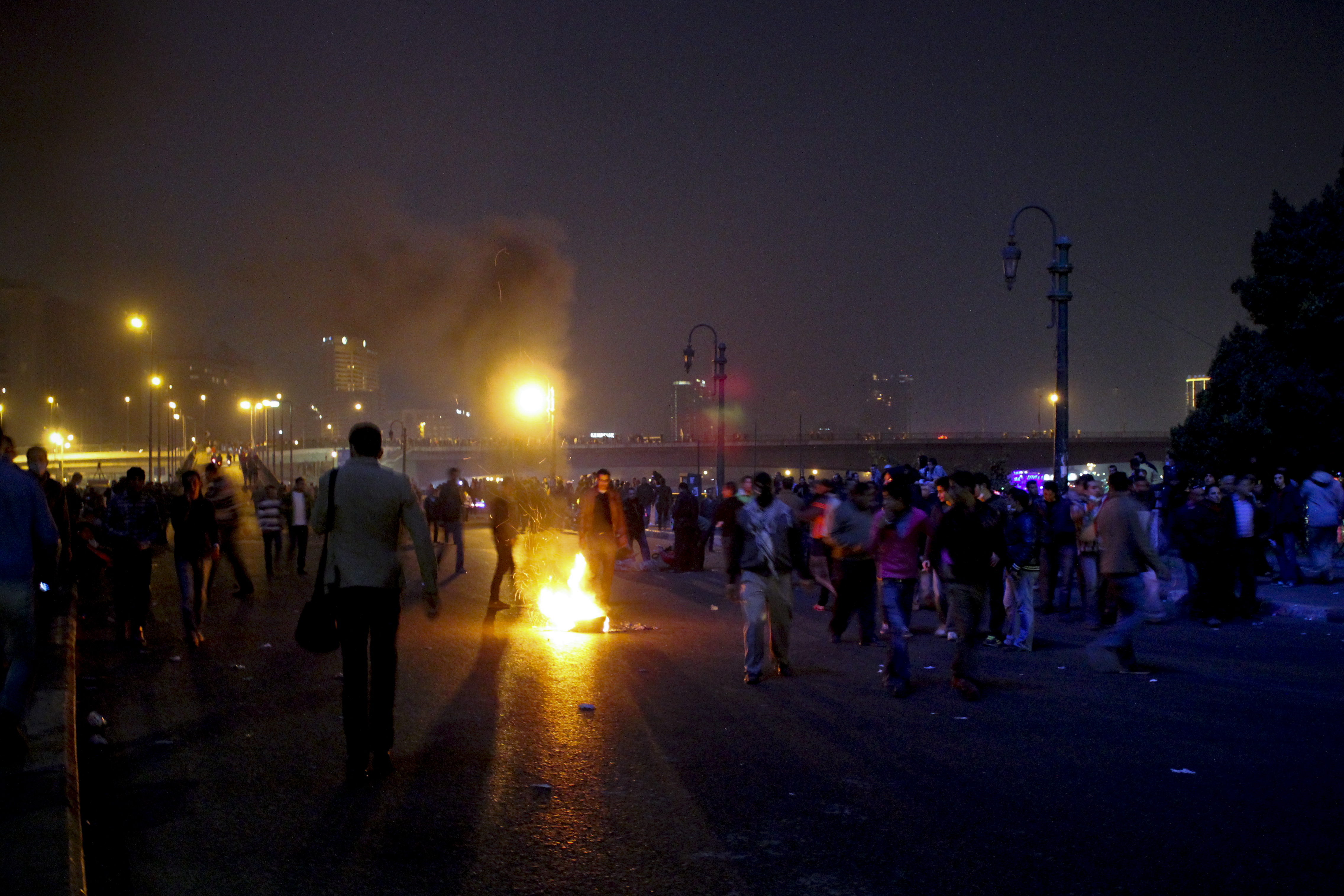
Unruhen im Januar 2013

Im Januar 2013 gerieten ähnlich wie zur Zeit der Ägyptischen Revolution von 2011 gegen Housni Mubarak immer größere Teile Ägyptens in Aufruhr. Eine wachsende Anzahl von Menschen machte die Regierung für die anhaltend schlechte Wirtschaftslage des Landes verantwortlich, die dazu führte, dass sich finanzielle Reserven privater Haushalte erschöpften, die hohe Arbeitslosenquote und die Inflation anhielt. Unzufriedenheit resultierte auch aus den seit der Revolution in Ägypten 2011 nicht reformierten Sicherheitskräften, die einen ungebrochenen Hass in der Bevölkerung auf sich zogen. Politisch als „liberal“ eingestufte Gruppen nahmen eine unversöhnliche Haltung zu der Ende 2012 von der den politisch als „Islamisten“ eingeordneten Gruppen per Volksentscheid durchgesetzten Verfassung ein, die sie als Machtinstrument der Muslimbrüder und nicht als Minderheiten und Andersdenkende mit einschließende Dokumentation des breiten Volkswillens ansahen.

### Unruhen Ende Juni/Anfang Juli 2013

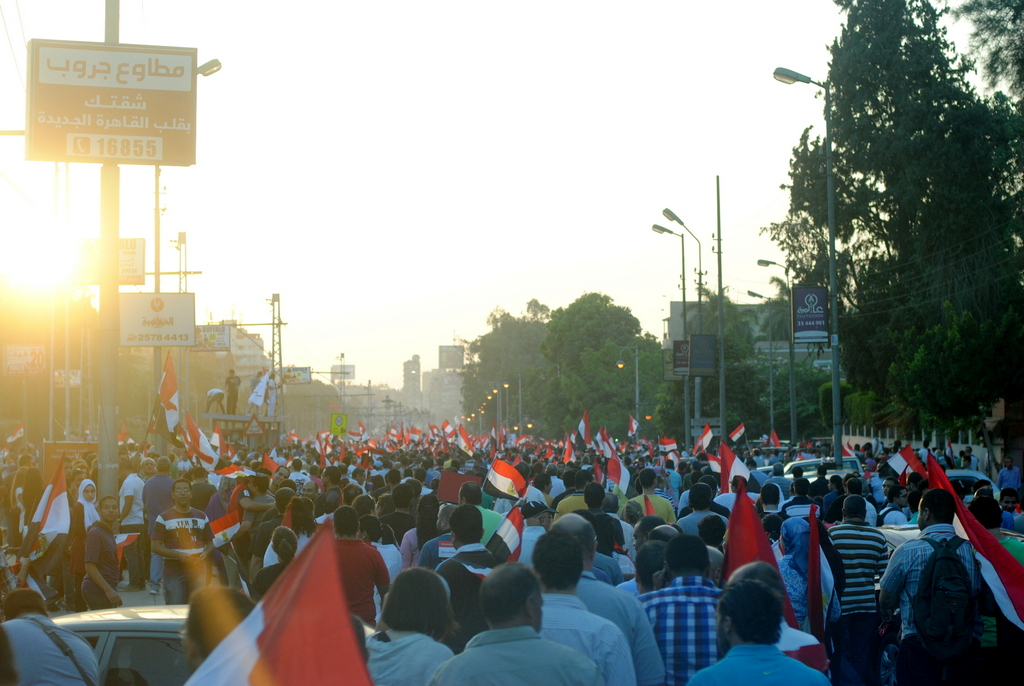
Anti-Mursi-Protestmarsch in Kairo am 28. Juni 2013

Am 23. Juni 2013 erklärte Militärchef Sisi, die Zerstrittenheit des Landes habe ein Ausmaß erreicht, das die Grundlagen des gesamten Staates gefährde und kündigte eine Intervention des Militärs an: „Wir werden nicht schweigend zusehen, wie unser Vaterland in einen Konflikt hineinrutscht, der praktisch nicht mehr beherrschbar ist“. Beobachter werten die eine Woche vor den Ereignissen des 30. Juni gehaltene Rede Sisis als Markstein der Beendigung von Mursis Regierung durch das Militär, welches in der Folge offen seine Truppen für den Putschtag in Stellung brachte.
Ende Juni 2013 verstärkten sich die andauernden Proteste gegen Mursis Politik erneut. Ein Auslöser war, dass Mursi am 17. Juni neue Gouverneure für 17 der 27 ägyptischen Gouvernements ernannt hatte, von denen sieben der islamistischen Muslimbruderschaft angehörten. Insbesondere wurde gegen die Ernennung Adel al-Chajats, eines früheren Mitglieds der ehemaligen Terrorgruppe Gamaa Islamija, zum Gouverneur für die Tourismusregion Luxor protestiert. Kritiker fürchteten eine vollständige Machtübernahme der Muslimbrüder und negative Folgen für den Tourismus.
Eine allgemeine Anspannung der Lage in Ägypten ging auf die massiven wirtschaftlichen Probleme Ägyptens zurück, die dazu führten, dass viele Bürger arbeitslos waren, kaum genug Geld für Lebensmittel hatten, und das Alltagsleben durch Versorgungsengpässe wie etwa durch Benzinknappheit erschwert wurde. Viele Ägypter machten die regierende Partei Mursis für den Anstieg von Arbeitslosigkeit, Kriminalitätsrate und Lebensmittelpreise und den Ende Juni herrschenden Mangel an Benzin sowie die lückenhafte Stromversorgung verantwortlich. Die Gegner Mursis warfen ihm vor, allein die Interessen der Muslimbruderschaft zu vertreten. Zudem kritisieren sie, dass er es nicht geschafft habe, die Wirtschaft wieder in Gang zu bekommen, um die Inflation zu bekämpfen. Zudem sei die für Ägypten bedeutende Tourismusindustrie weiterhin eingebrochen. Mursi führte die Probleme auf die Hinterlassenschaften des alten Regimes und die Störversuche der Opposition zurück und entgegnete den Vorwürfen: „Für Wirtschaftswachstum brauchen wir politische Stabilität.“ Bereits seit seinem Amtsantritt war Mursi wegen seiner Wirtschaftspolitik und seines als zunehmend autoritär wahrgenommenen Regierungsstils immer stärker kritisiert worden.
Mursi gestand in einer „Ansprache an das Volk“ am 26. Juni Fehler ein und forderte seine Minister und Gouverneure dazu auf, „alle Beamten [zu] entlassen, die für die Krisen verantwortlich sind, unter denen die Bürger leiden müssen“. Gleichzeitig behauptete er, die geplanten Massendemonstrationen würden von korrupten Ex-Funktionären Mubaraks gesteuert. Mursis Anhänger bekundeten ihre Unterstützung für den Präsidenten durch Demonstrationen.
In Mansura kam es am 26. Juni zu gewaltsamen Zusammenstößen zwischen Anhängern und Gegnern Mursis, bei denen mindestens ein Zivilist getötet wurde. Sicherheitskräften zufolge begannen die Zusammenstöße, als Mursi-Gegner Teilnehmer einer Kundgebung zur Unterstützung Mursis mit Müll bewarfen.
Am 29. Juni wurde der Tod mehrerer Menschen bei Angriffen auf Büros der Muslimbrüder in mehreren Städten gemeldet: In der Nacht vom 28. zum 29. Juni wurde ein US-amerikanischer Student mit einer Stichverletzung im Brustkorb getötet, als Mursi-Gegner in Alexandria ein Parteibüro der Muslimbrüder stürmten und der Mann zwischen die Fronten geriet. Eine weitere Person wurde bei Krawallen in Alexandria erschossen, wo mehrere Tausend Regierungsgegner durch das Hafengebiet zogen und ein Reuters-Reporter beobachtete, wie etwa ein Dutzend Männer Wachposten vor einem Büro der Muslimbrüder mit Steinen bewarfen, die daraufhin reagierten. Es flogen Pflastersteine und Flaschen, auch Schüsse wurden abgegeben. In Sagasig wurde ein Mitglied der Muslimbrüder bei einem Angriff auf ein Parteibüro getötet. Eine vierte Person wurde in Port Said getötet, wo sich während eines Protests eine Explosion ereignete. Die Polizei ging zunächst von einem Unfall aus, erklärte jedoch später, die Detonation sei durch einen Sprengsatz ausgelöst worden. In Alexandria und in der Provinz al-Dakahlija wurden Büros der Partei für Freiheit und Gerechtigkeit, dem politischen Arm der Muslimbrüder, in Brand gesteckt. Ein weiteres Parteibüro in Beheira wurde gestürmt. Scheich Ahmed al-Tajjib, das Oberhaupt der Azhar-Moschee, der höchsten geistlichen Institution im Land, warnte beide Konfliktseiten vor einem drohenden Bürgerkrieg.
Am 29. Juni erklärten mindestens acht Abgeordnete des Oberhauses ihren Rücktritt, um die Opposition zu unterstützen.
Oppositionsgruppen riefen anlässlich des nahenden ersten Jahrestages von Mursis Amtsübernahme zu Großdemonstrationen gegen seine Politik auf und forderten Neuwahlen. Unter anderem organisierte die neu gegründete Kampagne Tamarud (oder: Tamarod) (ägyptisch-arabisch für Rebellion) Demonstrationen der Opposition gegen die Regierung. Die Kampagne Tamarud, die nach unüberprüften eigenen Angaben im Rahmen eines Protestaufrufs über 22 Millionen Unterschriften für den Rücktritt von Mursi und eine vorgezogene Präsidentschaftswahl gesammelt haben wollte, rief am 30. Juni 2013 auch zu Massenprotesten anlässlich des ersten Jahrestages von Mursis Amtsübernahme auf.

#### Erster Jahrestag Mursis als Staatspräsident (30. Juni)
Am 30. Juni, dem ersten Jahrestag von Mursis Amtsantritt als Staatspräsident, kam es in Ägypten mit mehr als einer Million Protestteilnehmern zu den größten Demonstrationen seit dem Sturz Husni Mubaraks, auf denen sein Rücktritt gefordert wurde. Nach westlichen Medienangaben nahmen „Millionen von Ägyptern“ an den Protesten teil. Allein auf dem Tahrir-Platz in Kairo hatten sich demnach mehr als eine halbe Million Menschen versammelt.
Aus Armeekreisen wurde behauptet, es könnten bis zu 14 Millionen Menschen an den Protesten teilgenommen haben. Aktivisten bezeichneten die Proteste als größte politische Kundgebung in der Geschichte der Menschheit und gaben mehr als 30 Millionen Teilnehmer an.
Im Kairoer Vorort Nasr-City versammelten sich zehntausende Anhänger der islamistischen Parteien, um ihre Solidarität mit Mursi zu bekunden.
Die in westlichen Medien als „säkular“ eingeordnete Opposition warf Mursi und den Muslimbrüdern vor, die Ideale der Revolution von 2011 verraten zu haben und einen ähnlich autoritären Staat wie unter Mursis Vorgänger Mubarak anzustreben. Anhänger Mursis verwiesen hingegen darauf, dass Mursi der erste demokratisch gewählte Präsident Ägyptens sei. Mursi betonte, an seinem Amt festhalten zu wollen und bot erneut an, die Ende 2012 per Volksabstimmung in Kraft gesetzte und von der Opposition als islamistisch kritisierte Verfassung des Landes zu überarbeiten.

#### „Ultimatum“ vonTamarod(1. Juli)
Tamarod forderte Mursi am 1. Juli in einem „Ultimatum“ auf, bis zum 2. Juli um 17 Uhr „die Macht abzugeben und es den Behörden zu ermöglichen, eine vorgezogene Präsidentschaftswahl zu organisieren“. Sollte der Staatspräsident der Aufforderung nicht nachkommen, werde es „eine Kampagne des vollständigen zivilen Ungehorsams“ geben.

## Militärputsch

### Ultimatum des Militärs (1.–2. Juli)
Bereits am Abend des 30. Juni hatten Regierungsgegner mit Molotow-Cocktails und Steinen die Zentrale der Muslimbruderschaft angegriffen, das Gebäude teilweise in Brand gesetzt und sich Schießereien mit dem Wachpersonal geliefert. Daraufhin stürmten die Regierungsgegner den Hauptsitz der Muslimbruderschaft, wo sie Feuer legten und plünderten. Am 1. Juli 2013 setzten sie die Zentrale der Wasat-Partei in Kairo in Brand. Bei den Aktionen vom 30. Juni bis zum Nachmittag des 1. Juli starben nach offiziellen Angaben landesweit 16 Menschen und es gab über 780 Verletzte. Davon kamen acht Menschen den Angaben zufolge bei den Auseinandersetzungen und Schießereien vor dem Hauptquartier der Muslimbruderschaft in Kairo ums Leben, drei weitere in Asyut. In Bani Suwaif, in Kafr asch-Schaich, in Fayum, in Alexandria sowie in Kairo vor dem Präsidentenpalast starb jeweils eine weitere Person.
Das ägyptische Militär stellte daraufhin ein Ultimatum und forderte die politische Führung des Landes dazu auf, „den Konflikt binnen 48 Stunden [zu] lösen und die Forderungen des Volkes [zu] erfüllen“. Dies wurde von Medien so interpretiert, dass das Militär ankündigte, gegebenenfalls einen eigenen Fahrplan für die Zukunft Ägyptens vorzulegen und Mursi faktisch des Amtes zu entheben. Das Ultimatum sollte am 3. Juli um 17 Uhr ablaufen.
US-Präsident Barack Obama forderte Mursi in einem Telefonat dazu auf, auf die Demonstranten zuzugehen. Er betonte, dass die „USA […] keine Partei oder politische Richtung in Ägypten [unterstützen], sondern die Demokratie“. Er betonte seine „tiefe Sorge über Gewalt bei den Demonstrationen“, insbesondere sexuelle Übergriffe auf Frauen, und mahnte, „Demokratie erschöpfe sich nicht in Wahlen“.
In der Nacht vom 1. auf den 2. Juli reichte Außenminister Mohamed Kamel Amr laut einem Bericht der staatlichen Nachrichtenagentur Mena seinen Rücktritt ein. Mursi erklärte, er werde nicht auf die Forderung des Militärs eingehen, „binnen 48 Stunden eine Lösung des Konflikts zwischen regierenden Islamisten und der Opposition zu finden“.
In den letzten 48 Stunden der gewählten Regierung vor dem Putsch unterbreitete die Muslimbrüderführung der Opposition jedoch weitgehende Verhandlungsangebote. Am Nachmittag des 2. Juli legten der Präsidentensprecher Ehab Fahmy sowie der Regierungssprecher Alaa al-Hadidi ihre Ämter nieder. Mursi traf sich daraufhin zu einem Krisengespräch mit dem Armeechef und Verteidigungsminister Abd al-Fattah as-Sisi und Regierungschef Hischam Kandil. Die Erklärung des Militärs, auf die Forderungen der Demonstranten einzugehen, sei mit Mursi nicht abgesprochen gewesen. Er ziehe es vor, den „bereits zuvor geplanten Weg zu einer nationalen Versöhnung“ fortzuschreiten.
Am 2. Juli setzte der ägyptische Berufungsgerichtshof Generalstaatsanwalt Abdel Meguid Mahmud wieder ein. Mursi hatte im November 2012 seine Entlassung bewirkt und an seiner Stelle einen seiner Gefolgsleute, Talaat Abdullah, eingesetzt.

### Ablauf des Militärultimatums (3. Juli)
Nachdem Mursi bei seiner letzten Begegnung mit Militärchef Sisi dessen Forderung, der Präsident solle sich dem Militärultimatum und den „Forderungen der gigantischen Massen auf der Straße“ nicht widersetzen und freiwillig zurücktreten, entgegnet hatte, dies werde nur über seine Leiche geschehen, veranlasste Sisi die Schlussphase des Militärputsches. Auch die Polizeiführung erklärte offen, sie werde die Büros der Muslimbruderschaft nicht schützen.
Das ägyptische Militär verstärkte seine Kontrolle über die nationalen Schlüsseleinrichtungen und setzte Beamte in den Nachrichtenstudio des Staatsfernsehens, um die nahezu sichere Absetzung des Staatspräsidenten zum Ablauf des Ulitmatums am Nachmittag vorzubereiten.
Am 3. Juli übernahm das Militär die Macht in Ägypten, setzte die Verfassung außer Kraft und umzingelte mit Armeepanzern den Präsidentenpalast. Armeechef Sisi verlas eine Stellungnahme im Fernsehen, in Gegenwart und mit Zustimmung des muslimischen Topklerikers und Großimams der Azhar-Moschee, des Papstes der ägyptischen koptischen Kirche und des Oppositionsführers Mohammed el-Baradei, mit denen er vor Ablauf des Militärultimatums in einem Treffen beraten hatte.

#### Vor 17 Uhr
In der Nacht vom 2. auf den 3. Juli hielt Mursi eine vom Fernsehen übertragene Rede. In der mitternächtlichen Fernsehansprache lehnte Mursi einen Rücktritt strikt ab, da er durch demokratische Wahlen ins Amt gekommen sei. Als vom Volk in freien und gleichen Wahlen gewählter Präsident Ägyptens repräsentiere er alle Ägypter. Mursi betonte, er werde nicht zurücktreten, selbst wenn ihm dies das Leben koste. Er forderte das Militär auf, wieder zu dessen normalem Dienst zurückzukehren. Mursi beschuldigte Loyalisten des gestürzten autokratischen Staatspräsidenten Husni Mubarak, die Protestwelle zum Sturz der Regierung und zum Ausbremsen der Demokratie zu instrumentalisieren. Zugleich räumte Mursi eigene Fehler ein und kündigte an, sie zu korrigieren. Zudem bot er eine Koalitionsregierung der „nationalen Einheit“ an.
Vor der Universität Kairo versammelten sich daraufhin tausende Islamisten, um gegen das von dem Militär gestellte Ultimatum zu protestieren. Es kam zu „schweren Zusammenstößen zwischen Anhängern Mursis und Sicherheitskräften“. In der Nacht auf den 3. Juli forderten Auseinandersetzungen nach offiziellen Angaben insgesamt mindestens 22 Tote, die meisten davon bei einem einzigen Vorfall in der Nähe der Universität Kairo, bei dem 16 Menschen ums Leben kamen.
Am Nachmittag kam der Oppositionsführer Mohamed el-Baradei mit Vertretern der Armeeführung zusammen. Mursis Anhänger hatten stets erklärt, der erste demokratisch gewählte Staatspräsident Ägyptens habe ein schweres Erbe angetreten und es solle ihm zumindest die volle Amtszeit gewährt werden, um die zahlreichen Probleme des Landes angehen zu können. Die Opposition wertete den Fernsehauftritt Mursis als „Aufruf zum Bürgerkrieg“. Mursi weigere sich weiter, dem „Willen des Volkes“ zu entsprechen und zurückzutreten, sagte ein Oppositionssprecher nach der Rede. Das Oberkommando der Streitkräfte erklärte am frühen Morgen des 3. Juli, die Soldaten seien bereit, für das ägyptische Volk zu sterben. Auf der Facebookseite des Militärs hieß es zudem: „Wir schwören zu Gott, dass wir sogar unser Blut opfern werden, um das ägyptische Volk vor Terroristen, Radikalen und Verrückten zu schützen“.
Einige Stunden vor Ablauf des 48-Stunden Ultimatums rief die Mursi unterstützende radikal-islamische Gruppe Gamaa Islamija ihre Anhänger zur Gewaltlosigkeit auf. Mursis Sprecher verkündet, der Staatspräsident sei entschlossen, „notfalls im Kampf für die Demokratie zu sterben“. Auch die Armee hat angekündigt, bis zum Äußersten zu kämpfen. Der Sprecher der Muslimbruderschaft, Gehad al-Haddad, bekräftigte den Widerstand der Islamisten gegen eine Entmachtung des Staatspräsidenten und sagte über Twitter: „Der einzige Plan, den die Menschen angesichts eines Putschversuchs haben, ist, sich vor die Panzer zu stellen. So wie wir es bei der Revolution des 25. Januar [2011] gemacht haben“.
Die Tamarod-Kampagne hielt am 3. Juli eine Pressekonferenz in Reaktion auf die Ansprache des Präsidenten Mursi vom 2. Juli ab, mit der er die Bedeutung der Legitimität und seine Entschlossenheit betont hatte, seinen Posten nicht zu verlassen. Der Sprecher der Tamarod-Kampagne, Mahmoud Badr, forderte auf der Pressekonferenz, alle Ägypter müssten furchtlos auf den „revolutionären“ Straßen und Plätzen demonstrieren, so am Präsidentenpalast, am Al-Quba Palast, am Abdin-Palast, am Tahrir-Platz und am Palast der Republikanischen Garde. Badr behauptete, die USA würden „eine terroristische Organisation und ein illegotimes Regime“ unterstützen und gab an, der al-Dschamāʿa al-islāmiyya-Führer Assem Abdel-Maged und die amerikanische Botschafterin Anne Patterson seien die „wichtigsten unterstützenden Figuren für Präsident Mursi“. Badr betonte, nichts könne den Willen des ägyptischen Volkes unterdrücken: „Wir werden uns nicht von den Amerikanern demütigen lassen, weil sie uns weiterhin finanzielle Hilfe schicken; wir wollen sie nicht.“ Badr behauptete weiter: „Dies ist ein nationaler Putsch gegen einen diktatorischen Präsidenten.“ Er rief das Militär auf einzugreifen, um weiteres Blutvergießen zu vermeiden. Der Tamarod-Medienkoordinator Mai Wahba teilte Medien mit, sie würden um 16 Uhr zum Palast der Republikanischen Garde marschieren, um Mursis Verhaftung zu fordern.
Rund eine Stunde vor Ablauf des Ultimatums bestätigte die Militärführung ein Treffen mit Vertretern der politischen Parteien sowie verschiedener Religionsgemeinschaften.
Unmittelbar vor Ablauf des Ultimatums wurde gemeldet, die ägyptische Armee bereite offenbar eine mögliche Übernahme des staatlichen Fernsehsenders vor. Soldaten bezogen in dem am Nilufer gelegenen Bürogebäude Stellung und überwachten die Nachrichtenproduktion.
Der ägyptische Präsident Mohammed Mursi hat unmittelbar vor dem Ablauf des Ultimatums einen Rücktritt abermals abgelehnt. Das Präsidialamt bekräftigt jedoch die Bereitschaft Mursis, eine Koalitionsregierung zu bilden, um die Überwindung der Staatskrise zu erleichtern.

#### Nach 17 Uhr
Nachdem das vom Militär gesetzte Ultimatum am 3. Juli 2013 um 17 Uhr (MESZ) abgelaufen war, riegelten Militäreinheiten die Kaserne, in die sich Mursi zurückgezogen hatte, mit Barrieren und Stacheldraht ab.
Um 17:40 teilt Mursis Büro im sozialen Online-Netzwerk Facebook mit, dass Mursi eine Regierung der nationalen Einheit als Ausweg aus der Staatskrise angeboten habe: „Die Präsidentschaft zieht die Bildung einer Koalitionsregierung des Konsenses in Betracht, um die nächste Parlamentswahl zu beaufsichtigen“. Diese Regierung könnte vorgezogene Parlamentswahlen vorbereiten und Verfassungsänderungen ausarbeiten.
Der Sicherheitsberater von Präsident Mursi, Issam al-Haddad, gibt spätestens um 17:45 Uhr an, dass ein Militärputsch angelaufen sei. Er erwarte, dass Armee und Polizei die Pro-Mursi-Demonstrationen mit Gewalt auflösen werden.
Gegen Mursi und führende Mitglieder der Muslimbruderschaft wurde ein Ausreiseverbot verhängt, wie rund eine Stunde nach Ablauf des Ultimatums offiziell bestätigt wird. Zu diesem Zeitpunkt soll sich Mursi Gerüchten nach in den Kasernen der Republikanischen Garde aufhalten.
Kurz vor 19 Uhr berichteten internationale Reporter aus Kairo, dass Panzer angeblich auf dem Weg zu den beiden großen Pro-Mursi-Kundgebungen in Nasr City und nahe der Universität von Kairo seien. In den Vierteln Nasr City, Heliopolis und nahe der Universität kam es weniger als eine halbe Stunde später zu einem massiven Truppenaufgebot. Politische Beobachter befürchteten nun aufgrund der Absetzung eines demokratisch legitimierten Präsidenten durch das Militär in Ägypten eine Destabilisierung des Landes.
Am Abend meldete die staatliche Zeitung Al-Ahram, dass das Militär Präsident Mursi seine vollzogene Absetzung um 18 Uhr Ortszeit (17 Uhr GMT) mitgeteilt habe. Das Militär setzte nach der Amtsenthebung eine Übergangsregierung ein.
Kurz nach 21 Uhr wird bekannt, dass Militärchef Sisi eine für 21:30 Uhr angekündigte TV-Rede begonnen und mitgeteilt habe, dass die Verfassung außer Kraft gesetzt wurde. Damit, so Medienberichte, sei Mursi nicht mehr im Amt, es herrsche nun eine Übergangsregierung unter der Kontrolle des Militärs und unter Vorsitz des Präsidenten des Verfassungsgerichtes.

#### TV-Rede Sisis

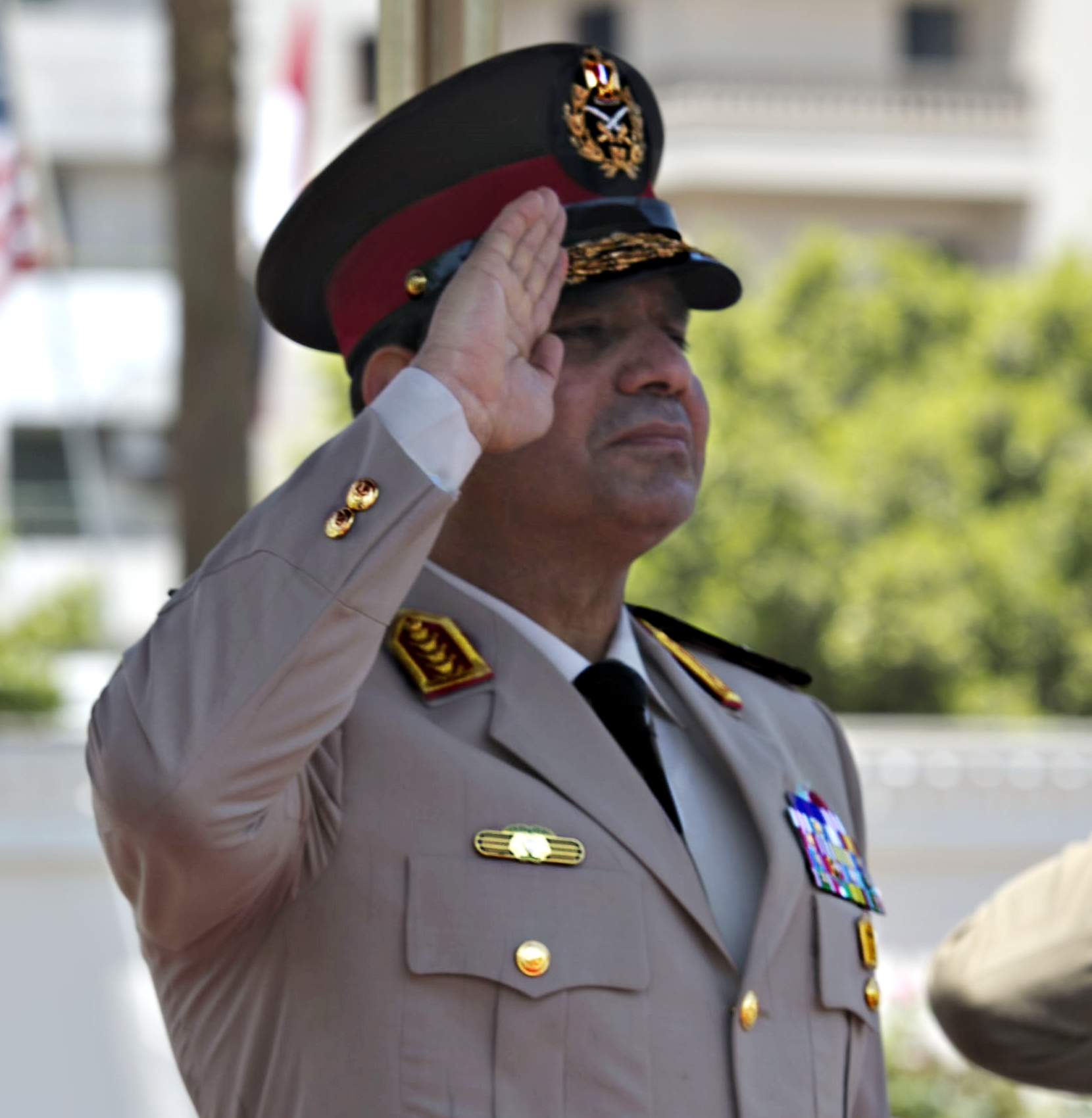
Abd al-Fattah as-Sisi gilt als führende Figur hinter Militärcoup und Einsetzung der militärgestützten Übergangsregierung.

Verteidigungsminister und Militärchef Abd al-Fattah as-Sisi teilte etwa um 21 Uhr in einer im Fernsehen übertragenen Live-Ansprache bereits getroffene Maßnahmen mit und kündigte einen sogenannten weiteren „Fahrplan“ an:
Aus den Mitteilungen Sisis in der TV-Rede ergaben sich als bereits getroffene Maßnahmen des Regierungssturzes:
- Das Militär hat die ägyptische Verfassung „vorübergehend“ außer Kraft gesetzt.[18][90][91]
- Das Militär hat Staatspräsident Mohammed Mursi abgesetzt.[82][91]
- Das Militär hat den Präsidenten des Obersten Verfassungsgerichts, Adli Mansur, als Interimspräsidenten des Landes eingesetzt,[92][93][94][16] der das Amt des Staatspräsidenten während der Übergangsphase kommissarisch übernehmen soll und verfassungsrechtliche Erklärungen erlassen darf,[82][90] bis ein neuer Staatspräsident gewählt worden ist.[90][91]
- Das Militär hat zusammen mit Politikern und anderen öffentlichen Personen einen weiteren „Fahrplan“ beschlossen.[82][91]

Zu den Ankündigungen Sisis in der TV-Rede für den weiteren „Fahrplan“ (road map) zählten:
- Die Bildung einer „starken und fähigen“ nationalen Interimsregierung, die „weitgehende Befugnisse“ haben[15][90] und aus einem Kabinett von Technokraten bestehen soll.[18][82][90][91]
- Die Bildung eines Komitees aus Personen von verschiedenartiger Kompetenz und unterschiedlichen Spektrums, das die vorgeschlagenen Veränderungen der mit dem Putsch außer Kraft gesetzten Verfassung überprüfen soll.[15][90][91]
- Am Ende des Übergangsprozesses sollen Neuwahlen stehen:[82]

Die Ausrichtung vorgezogener Präsidentschaftswahlen,
und Parlamentswahlen nach einer kurzen Übergangsphase, für die das Oberste Verfassungsgericht den Gesetzesentwurf erlassen soll und die es einleiten soll.
Ferner kündigte Sisi die Bildung eines Hohen Komitees zur nationalen Versöhnung an, das Persönlichkeiten umfassen soll, die Glaubwürdigkeit und Akzeptanz „aller nationalen Kräfte“ genießen und alle Zugehörigkeiten repräsentieren. Die Jugend solle in die Entscheidungen eingebunden werden; ein Codex für Ethik der Medien solle Medienfreiheit sicherstellen, die Regeln der Professionalität, Glaubwürdigkeit und Neutralität überwachen und die höchsten Interessen des Heimatlandes voranbringen. Er betonte, die Armee habe wiederholt seit November 2012 versucht, zwischen Präsident und Opposition zu vermitteln und forderte die Demonstranten auf friedlich zu bleiben.
Wörtlich sagte Sisi in der Erklärung: „Das Militär kann nicht stillhalten in der Krise“, „die Armee will nicht an der Macht bleiben.“

#### TV-Stellungnahmen weiterer Putschbefürworter
Während der im Fernsehen ausgestrahlten Verkündung Sisis zur Entmachtung Mursis saßen der Oppositionsführer el-Baradei sowie der koptische Patriarch Tawadros II. und der Imam der Kairoer Azhar-Universität, der Großscheich Ahmed Tayeb, und Vertreter der Protestbewegung Tamarod neben ihm sichtbar auf der Bühne. Sie waren auch bei einem der TV-Rede Sisis vorangegangenen Krisentreffen der Militärführung als Spitzen der Opposition und hohe kirchliche Würdenträger beteiligt gewesen. Der Oppositionsführer Mohammed el-Baradei sowie die religiösen Führungspersonen wie Tawadros II. und Ahmed Tayeb wurden in die Entscheidung des Militärs eingebunden. Auch sie nahmen vor den Fernsehkameras Stellung und unterstützen darin die Entscheidung des Militärs.
Friedensnobelpreisträger El-Baradei erklärte vor den Kameras, der von Armeechef Sisi angekündigte Fahrplan garantiere die Grundforderungen des ägyptischen Volkes nach neuen Präsidialwahlen.: „Wir werden die Verfassung reformieren.“ Die Revolution des 25. Januar 2011 sei mit den Ereignissen des 3. Juli wiederbelebt worden.
Das koptische Oberhaupt Tawadros II. erklärte, der Fahrplan sei durch treue Menschen verfasst worden, die damit ohne eigene Interessen an vorderster Stelle das Interesse des Landes verfolgt hätten. Der Fahrplan garantiere die Sicherheit aller Ägypter und unter Beteiligung aller Seiten. Die schwarze Farbe der ägyptischen Flagge stehe für das ägyptische Volk, die weiße Farbe für die Reinheit der Jugend, die rote Farbe für das bereits geflossene Blut der Polizei bei dem Schutz der Ägypter und der Adler in der Mitte der Flagge symbolisiere die Streitkräfte, die die Sicherheit garantieren.
Auch Mahmoud Badr, Sprecher und Mitbegründer der in Medien als Oppositionsbündnis bezeichneten Tamarod-Gruppe, die zu den Großdemonstrationen gegen Mursi am Wochenende vor dem Putsch aufgerufen hatte, trat ans Mikrofon und begrüßte die Intervention des Militärs.

#### Festnahme und weiterer Verbleib Mursis (3. Juli bis Anfang November)
Der Sprecher der Bruderschaft, Gehad El-Haddad, teilte in der Nacht über Twitter mit, Mursi und seine wichtigsten Mitarbeiter würden im Club der republikanischen Präsidentengarde festgehalten. Die Armeeführung bestätigte die Festnahme des entmachteten Staatspräsidenten Mursi.
Der Ort, an dem Mursi nach seiner Entmachtung durch das Militär festgehalten wurde, wurde auch in der Folge geheim gehalten. Die Übergangsregierung lehnte eine Freilassung ab und erklärte, der entmachtete Präsident werde an einem „sicheren Ort“ festgehalten. Die Familie Mursis erklärte später, am 22. Juli, Armeechef Sisi wegen Entführung vor Gericht stellen lassen zu wollen. Es würden „rechtliche Maßnahmen auf lokaler und internationaler Ebene“ gegen „den Führer des blutigen Militärputsches und seine Putschisten-Gruppe“ unternommen. Auch die EU-Außenminister forderten am 22. Juli die Freilassung Mursis, die sie in einer Stellungnahme neben einem Ende der politisch motivierten Festnahmen und der Freilassung aller übrigen politischen Gefangenen zu den wichtigsten Aufgaben zählten.
Erst am 13. November wurden Einzelheiten über den Verbleib Mursis seit seinem Sturz durch das Militär bekannt, als sein Anwalt Mohammed al-Damati, der Mursi am 12. November im Gefängnis in Alexandria besuchen konnte, einen Brief Mursis im Fernsehen verlas. In dem Brief berichtete Mursi von einer Entführung durch das Militär. Er sei vor seiner Absetzung durch das Militär „gewaltsam entführt“ worden, gegen seinen Willen „vom 2. Juli bis 5. Juli in einem Haus der republikanischen Garde“ gewesen, einer Elite-Militäreinheit, die den Präsidentenpalast sowie weitere Regierungsgebäude bewacht, und daraufhin zusammen mit seinen Beratern „erneut gewaltsam in eine Marine-Basis der Streitkräfte für vier volle Monate verlegt“ worden, wo er bis zum Beginn seines Prozesses im November festgehalten worden sei. In der Haft habe Mursi lediglich die EU-Außenbeauftragte Catherine Ashton sowie eine EU-Delegation und vier Staatsanwälte getroffen. Sein Anwalt kündigte gerichtliche Schritte gegen den Putsch an.
Am 14. November wurde offiziell bekanntgegeben, dass der seit dem Putsch vom 3. Juli bis zu seinem Prozessbeginn am 4. November an einem nicht bekannt gegebenen Ort festgehaltene, gestürzte Präsident Mursi in Isolationshaft des Hochsicherheitsgefängnisses Borg al-Arab nahe Alexandria verlegt wurde, in dem er nach dem Prozessauftakt zunächst im Krankentrakt des Gefängnisses untergebracht worden war.

#### Weitere Ereignisse
Nachdem bekannt wurde, dass Mursi abgesetzt wurde, und eine Übergangsregierung unter Vorsitz des Präsidenten des Verfassungsgerichtes und unter der Kontrolle des Militärs herrschte, brach Jubel auf dem Tahrir-Platz aus, wo Hunderttausende feierten. Pro-Mursi-Demonstrationen in Kairo wurden dagegen mit Dutzenden Panzern abgeriegelt.
Kurz nach der Entmachtung Mursis wurden drei islamistische Fernsehsender abgeschaltet. Betroffen gewesen sein soll der Sender Misr25 der Muslimbruderschaft, der Islamistensender Al-Hafes und der Salafistensender Al-Nas. Nach der Verkündung der Entmachtung Mursis kam es in mehreren Städten zu Zusammenstößen zwischen Sicherheitskräften und Anhängern Mursis. Dabei wurden in der als Hochburg der Islamisten geltenden Stadt Marsa Matruh nach offiziellen Angaben mindestens vier Mursi-Anhänger getötet. Ein weiterer Mursi-Anhänger starb in Alexandria, wo sich Anhänger und Gegner Mursis heftige Straßenschlachten lieferten. Auch aus den Provinzen Asyut und Gharbija wurden Zusammenstöße gemeldet.

#### Opfer
Nach Angabe der als unabhängig geltenden Website Wiki Thawra kam es bei dem Sturz Mursis durch das Militär am 3. Juli 2013 zu 16 Todesopfern.

### Reaktionen auf den Putsch

#### National
- Nach seiner Absetzung durch die Armee rief der entmachtete Staatspräsident Mohammed Mursi, dessen Aufenthaltsort nicht bekannt gegeben wurde, in einer ersten Reaktion am 3. Juli über Twitter seine Anhänger zum friedlichen Widerstand gegen den Putsch auf, den er einen „Staatsstreich“ nannte, dem sich alle freien Menschen in Ägypten widersetzen müssten.[82][15] Er forderte dazu auf, zur Verfassung zurückzukehren und warnte vor Blutvergießen.[82] In einer Videobotschaft erklärte Mursi später: „Ich bin der gewählte Präsident Ägyptens.“[15]

- Die salafistische Partei des Lichts stimmte den als „Fahrplan“ bezeichneten Ankündigungen des Militärs mit der Begründung zu, weiteres Blutvergießen vermeiden zu wollen.[15][19]

- Mohammed el-Baradei, der zu diesem Zeitpunkt als künftiger Übergangspremier gehandelt wurde, rechtfertigte den Militärputsch gegenüber der BBC und gab an, die Alternative wäre ein Bürgerkrieg gewesen. Ägypten habe für seine demokratische Entwicklung inzwischen zweieinhalb Jahre verloren. Auch die Festnahme führender Muslimbrüder und die Abschaltung einer Reihe islamistischer Fernsehkanäle rechtfertigte el-Baradei.[101] Das Oppositionsbündnis Nationale Heilsfront gab an, der Muslimbruderschaft weitere Beteiligung am politischen Übergang bis zur Wahl eines neuen Parlaments und eines Präsidenten zuzusichern. El-Baradei teilte mit: „Wir lehnen es total ab, Parteien auszuschließen, insbesondere islamische Gruppen“. Obwohl die Vollmachten von Übergangsstaatspräsident Adli Mansur, der sein am Anfang der gleichen Woche angetretenes Amt als Präsident des Verfassungsgerichts zusätzlich beibehielt, selbst über die exekutiven und legislativen Befugnisse hinausgingen, die sich Mursi im November in einem später aufgehobenen Ermächtigungsdekret gesichert hatte, bestritt el-Baradei am 5. Juli abermals, dass es sich bei dem Sturz Mursis durch das Militär um einen Militärputsch gehandelt hat.[4]

- Die Sprecherin der Freiheits- und Gerechtigkeitspartei (FJP), Amena Ibrahim Mustafa, beklagte, die Entscheidung des Militärs betrüge Millionen Ägypter um ihre „Teilhabe an der Demokratie und am politischen Übergangsprozess“. Die Machtübernahme führe Ägypten „zurück in die Diktatur“. Sie warf el-Baradei vor, den Staatsstreich als „Verbündeter“ des Militärs mitgetragen zu haben. Nach der Ernennung Mansurs zum Interimsstaatschef durch Militärchef Sisi hatte el-Baradei den vom Militär verkündeten „Fahrplan“ begrüßt, der die Aufhebung der Verfassung, diktatorische Befugnisse für Mansur und Neuwahlen in einem nicht näher bestimmten Zeitraum vorsah. Mitglieder seines Bündnisses mussten mindestens eine Woche zuvor in die Pläne des Militärs eingeweiht gewesen sein. Mustafa warf el-Baradei vor, seine Position als Verteidiger demokratischer Rechte aufgegeben zu haben. Die sieben von den Sicherheitskräften abgeschalteten Sender, die von islamistischen Fernsehanstalten betrieben worden waren und unter denen sich mit Misr 25 auch der Kanal der Muslimbruderschaft befand, übertrugen auch am 5. Juli weiterhin nicht wieder. Das Erscheinen der FJP-Parteizeitung „Freiheit und Gerechtigkeit“ wurde seit dem 4. Juli verboten, obwohl Militärchef Sisi in seiner etwa zehn Minuten langen Ansprache vom 3. Juli versprochen hatte, Medien- und Meinungsfreiheit zu garantieren.[4]

- Monsignore Joachim Schroedel, seit 1995 im Auftrag des Auslandssekretariats der Deutschen Bischofskonferenz Seelsorger für die rund 10.000 bis 15.000 deutschsprachigen Katholiken in Ägypten, Libanon, Syrien, Jordanien und Äthiopien, bezeichnete Mursi am 4. Juli 2013 im Online-Magazin The European als „Nachfolger“ Mubaraks und begrüßte seinen Sturz. „Die Ägypter“ hätten damit „wieder einmal bewiesen, dass sie ein Volk klarer Entscheidungen sind“ und „Religion weiter Privatsache bleiben soll“. Das ägyptische Volk, so Schroedel weiter, „ist und bleibt mehrheitlich ein liberales Volk“ und „vor allem ein Volk klarer Gerechtigkeit und Entscheidung“. Bei dem Sturz „des ersten »frei gewählten« Präsidenten“ Mursi „nach 7.000 Jahren Herrschaftsregime“ handle es sich nicht um einen „Staatsstreich“, da das Militär „nicht einfach »übernommen«“ habe, sondern „Wahlen organisieren, nicht herrschen“ wolle. Es sei mit dem Sturz Mursis verhindert worden, dass der „Arabische Frühling“ durch die Wahl Mursis zu einem „Arabischen Winter“ geworden sei. Mursi seien „kontinuierliche Lügen – beziehungsweise nicht erfüllte Versprechungen – und seine Führungslosigkeit“ anzulasten. Seit Februar 2011 seien Millionen Touristen ausgeblieben, die Angst hätten, „in einem »Neuen Iran« zu landen“.[102]

#### International
Obwohl das Militär den gewählten Präsidenten abgesetzt hatte, vermieden die meisten Regierungen im Fall Ägypten den Gebrauch des dafür üblichen Begriffes „Militärputsch“. Der Spiegel fasste die Reaktion westlicher Politiker mit den Worten zusammen: „Verwirrte westliche Politiker kritisierten die Mittel, aber lobten den Zweck; scheuten das Wort Putsch und sprachen lieber von einer Militärintervention, unternommen um schlimmeres zu verhindern.“
- AU – Als Reaktion auf den Umsturz wurde Ägypten am 5. Juli 2013 aus der Afrikanischen Union (AU) ausgeschlossen. Damit brachte die Afrikanische Union ihre Missbilligung des Vorgehens der ägyptischen Streitkräfte zum Ausdruck. In einer offiziellen Mitteilung erklärte Admore Kambudzi, der Ratssekretär des AU-Sicherheitsrates in Addis Abeba, dass es sich bei dem Vorgehen des Militärs um eine „illegale Übernahme der Macht“ handeln würde, die nicht der Verfassung Ägyptens entspreche. Der AU-Kommissionsvorsitzende Nkosazana Dlamini-Zuma betonte jedoch, dass die Afrikanische Union Ägypten wieder aufnehmen werde, wenn es dort eine demokratisch gewählte Regierung gäbe. Ferner habe sich die Revolution in Ägypten im Jahr 2011 dahingehend von der momentanen Situation unterschieden, als dass damals in Form von Hosni Mubarak ein jahrelang herrschender Diktator gestürzt worden sei. Mohammed Edrees, der ägyptische Vertreter der Afrikanischen Union, hatte vor der Entscheidung derselben versucht, den Ausschluss abzuwenden, und dabei die wichtige Rolle Ägyptens bei der Dekolonisation Afrikas betont sowie auf den Umstand verwiesen, dass Ägypten eines der Gründungsmitglieder der Afrikanischen Union sei.[101][4][105]
- Deutschland – In einer ersten Reaktion am Abend des 3. Juli 2013 drückte Bundesaußenminister Guido Westerwelle seine Sorge im Hinblick auf die aktuelle Lage aus und rief alle politischen Akteure dazu auf, auf Deeskalation zu setzen und den begonnenen Weg in Richtung Demokratie „beherzt“ fortzusetzen. Ägypten brauche einen „echten nationalen Dialog, an dem alle unterschiedlichen politischen Geisteshaltungen und Kräfte teilhaben“.[106] In einer ausführlicheren Stellungnahme am 4. Juli erklärte er, es sei „ein schwerwiegender Vorgang, dass die ägyptischen Streitkräfte die verfassungsmäßige Ordnung ausgesetzt und den Präsidenten seiner Amtsbefugnisse enthoben haben“ und ein „schwerer Rückschlag für die Demokratie in Ägypten“. Er forderte „alle Verantwortlichen in Ägypten auf, jetzt besonnen vorzugehen, aufeinander zuzugehen und gemeinsam nach Wegen aus der ernsten Staatskrise zu suchen“. Deutschland sei „weiter bereit, den Aufbau einer neuen demokratischen Staatsordnung in Ägypten zu unterstützen“.[107][108] Nach Einschätzung des  katholischen Beauftragten der Deutschen Bischofskonferenz in Kairo sanktionierten sämtliche christliche Bischöfe sowie der Koptenpapst Tawadros II. die Toten des Putsches von offizieller kirchlicher Seite mit ihrem Dank an das Militär für den Sturz Mursis.[23]
- Dänemark – „Staatsrechtlich ist es ein Militär-Putsch, den wir natürlich nie begrüßen können, denn das verlief nicht nach einem demokratischen Drehbuch, aber es musste ja etwas geschehen in Ägypten“, kommentierte der dänische Außenminister Villy Søvndal.
- Iran – Das iranische Außenministerium warnte vor ausländischer Einflussnahme.[109]
- Jordanien – Das jordanische Königshaus erklärte, den Wunsch des ägyptischen Volkes zu respektieren.[110]
- Katar – Aus dem Außenministerium des Landes verlautete zurückhaltend, Katar unterstütze den Willen des ägyptischen Volkes und sehe in Ägypten einen Führer in der arabischen und islamischen Welt. Das Emirat hatte während der Herrschaft der Muslimbrüder das Land mit acht Milliarden Dollar unterstützt und gilt im Unterschied zu vielen Staaten der Golfregion als Unterstützer der Muslimbruderschaft und ihr nahestehender Organisationen in anderen Ländern.
- Kuwait – Das Land versprach der neuen ägyptischen Regierung eine finanzielle Unterstützung von vier Milliarden Dollar.
- Russland – Der Vorsitzende des Auswärtigen Ausschusses der Duma Alexej Puchow sagte: „Der Arabische Frühling hatte nicht Demokratie, sondern Chaos zur Folge. Die Ereignisse in Ägypten zeigten, dass es keinen schnellen und friedlichen Übergang von autoritären Regimes zu einer demokratischen Politik gibt. Das bedeutet, dass die Demokratie kein Patentrezept ist und in den Ländern nicht funktioniert, die nicht zur westlichen Welt gehören.“[111]
- Saudi-Arabien – Der König Abdullah ibn Abd al-Aziz gratulierte dem Militär. Er lobte die „Weisheit und Vermittlung“ der Militärs und fügte an, das Land sei im entscheidenden Moment gerettet worden.[112] Diese Reaktion wird vor allem damit erklärt, dass die Ablehnung des monarchischen Prinzips im Islam durch die Muslimbrüder zugleich die Legitimation arabischer Herrscher in Frage stellt.[110] Überdies wird das Prinzip der Muslimbrüder, durch demokratische Wahlen in Regierungspositionen zu gelangen, von den Herrschern der meisten Staaten der Golfregion als gefährliche Konkurrenz abgelehnt.
- Somalia – Die islamistische militante Bewegung al-Shabaab verkündete auf Twitter: „Es ist Zeit, die rosarote Brille abzunehmen und die Welt so zu sehen wie sie ist. Veränderung kommt alleine durch die Gewehrkugel (engl. bullet), nicht durch die Wahlkugel (engl. ballot). [Die Muslimbrüder] sollten vielleicht ein wenig aus der Geschichte lernen und von denjenigen, die vor ihnen in Algerien ’demokratisch gewählt’ wurden, oder von der Hamas. Wann werden die Muslimbrüder (MB) aus dem tiefen Schlaf aufwachen und die Vergeblichkeit ihrer Bemühungen um institutionelle Veränderungen erkennen. Nach einem Jahr des Hürdenlaufes ist das MB-Pferd endlich auf dem Weg zum Schlachthof und wird das Licht wohl nicht mehr erblicken.“[113]
- Syrien – Der syrische Staatspräsident Baschar al-Assad nannte den Umsturz „das Ende des politischen Islams.“[112]
- Türkei – Der türkische Außenminister Ahmet Davutoğlu nannte den Umsturz am 4. Juli „besorgniserregend“ und „inakzeptabel“ und forderte die sofortige Freilassung der „gewählten Führer des Landes“.[114] Der damalige Ministerpräsident Erdoğan machte Israel für den Sturz von Mohammed Mursi mitverantwortlich.[115]
- Tunesien – Präsident Moncef Marzouki verurteilte den Sturz Mursis und sprach von einem „Versuch, das alte Regime zu reinstallieren“. Seine Partei bezeichnete den Sturz Mursis als „Schlag für die Demokratie“.[110]
- Vereinigte Arabische Emirate – Der Herrscher Scheich Chalifa gratulierte Mansur und wünschte ihm „Erfolg bei seiner historischen Mission“.[110]
- Vereinigtes Königreich – Der britische Außenminister William Hague erklärte zu den Vorgängen: „Das Vereinigte Königreich unterstützt kein militärisches Eingreifen als Weg, Konflikte in einem demokratischen System zu lösen. Die Situation ist wirklich gefährlich und wir fordern alle Seiten auf, Zurückhaltung zu zeigen und Gewalt zu vermeiden“.[112]
- Vereinigte Staaten – Nachdem bei den Protesten in Alexandria ein US-amerikanischer Student erstochen worden war,[116] zogen die Vereinigten Staaten von Amerika am 29. Juni 2013 sämtliche Mitarbeiter aus ihrer Botschaft in Kairo ab.[117] Auf einer Presseerklärung in Tansania am 1. Juli 2013 erklärte Barack Obama, die Sicherheit der amerikanischen Botschaften und Konsulate in Ägypten habe für ihn höchste Priorität. Er bestehe zudem darauf, dass sowohl Mursi und seine Anhänger als auch oppositionelle Gruppen friedlich miteinander umgingen.[118] Nach dem Putsch vom 3. Juli erwähnte Obama im Zusammenhang mit dem Sturz Mursis nicht den Begriff „Putsch“ (coup). In einer schriftlichen Stellungnahme vom 3. Juli drückte er seine „tiefe Sorge“ über die Aktion des Militärs aus und forderte das Militär auf, die gesamte Amtsgewalt so bald wie möglich einer demokratisch gewählten Zivilregierung zurückzugeben. Von US-Regierungsbeamten schien Obamas Aussage als Zeichen an Ägypten und andere US-Verbündete dafür gedeutet zu werden, dass die US-Regierung den Militärputsch akzeptierte.[119]

#### Internationale Presse
In Europa wie auch im Nahen Osten unterschieden sich die Zeitungen in der Einschätzung der Ereignisse in Ägypten. Während manche Beobachter einen Bürgerkrieg oder eine zu große Macht für das Militär befürchteten, betrachteten die anderen das Volk als Sieger und Mursis Sturz als Fortführung der Revolution von 2011.
- Die Tageszeitung al-Sabah (Tunesien) hielt zwei Entwicklungen für realistisch: Erstens das „Algerien-Szenario“, in Anlehnung an die Ereignisse von 1991, als das Ergebnis der algerischen Parlamentswahl annulliert wurde und es zum Tod von 250.000 Menschen kam. Zweitens das „Gaza-Szenario“, bei dem die ägyptischen Muslimbrüder dazu verleitet werden könnten, ähnlich wie die Hamas nach der Aberkennung ihres Wahlerfolgs 2006 zu reagieren, als diese in Gaza einen eigenen Proto-Staat errichtete und so die palästinensischen Autonomiegebiete zerfielen. Auch Ägypten könne über kurz oder lang in einen koptischen Staat und einen islamistisch-salafistischen Staat zerfallen. „Ägypten ist auf dem Weg Afghanistans, Pakistans oder Somalias – mit einem schwachen Zentralstaat, der nur noch formell existiert und revolutionären Emiraten der Rebellen.“ Mehr und mehr stelle sich heraus, dass es den Politikern, die nach dem Arabischen Frühling an die Macht kamen, an Erfahrung, Effizienz und Bescheidenheit fehle.[121]
- Die el-Watan (Algerien) schrieb: „Nichts deutet darauf hin, dass Mursis Anhänger schweigen werden. Und nichts deutet darauf hin, dass ein neuer demokratischer Prozess in Gang gebracht wird. Die Armee kontrolliert Ägypten jetzt seit mehr oder weniger sechzig Jahren.“ Der Fall der arabischen Diktaturen habe nicht zur längst überfälligen Debatte über die Rolle der Armeen im politischen Leben der Länder geführt. „Diese Rolle muss unbedingt korrigiert werden, um zu verhindern, dass Staatsstreiche zur Volksgewohnheit werden und damit das politische Urteil wieder zu den zivilen und demokratisch gewählten Institutionen zurückkehrt.“[122]
- Die Tageszeitung L’Orient-Le Jour (Libanon) schrieb: „Es bleibt nur zu hoffen, dass die Armee nicht lange in der Rolle des Schiedsrichters bleibt, die sie sich auferlegt hat – sonst geht es Ägypten wie Syrien: Zwischen Diktatur und Theokratie, wo soll die Demokratie da ihre Nische finden?“ Es habe sich gezeigt, dass die Muslimbrüder keinen dauerhaften Ersatz für die klassischen Diktaturen bieten könnten. „Sich auf Gott zu berufen macht aus ihnen keine Engel, sondern noch stumpfere und ineffektivere Diktaturen als die zuvor.“[123] Der Daily Star (Libanon) kommentierte unter dem Titel „Ein epischer Fehlschlag“, die Muslimbrüder hätten jahrzehntelang auf die Chance gewartet das Land zu regieren, doch als sie diese endlich bekamen, hätten ihr Dogmatismus und ihre Ignoranz gegenüber anderen Meinungen ihre insgesamt enttäuschende Leistung nur abgerundet. Ihr Sturz sei nur eine Frage der Zeit gewesen, da sie noch im „prä-arabischer-Frühling-Modus“ regiert hätten, jedoch sei die „Mauer der Angst“, welche die Araber so lange gelähmt habe, seit den Ereignissen in Tunesien 2011 eingestürzt. Der Kollaps des ägyptischen Experiments sei für die Führer islamischer Bewegungen in der Region eine Warnung, dass der Islam nicht automatisch ein erfolgreiches politisches Format darstellt. Die Hoffnung des syrischen Staatspräsidenten, Baschar al-Assad, die Ereignisse in Ägypten werde die Syrische Opposition diskreditieren, sei jedoch nur ein frommer Wunsch.[124]
- Die staatliche syrische Zeitung al-Thawra kommentierte, Mursis Sturz sei erwartbar gewesen. „Mursi hat sich als neuer Pharao dargestellt und vergessen, dass sich das ägyptische Volk niemals von einem Einzelnen erniedrigen und unterdrücken lässt“. Auch „Mursis blinder Gehorsam gegenüber dem Weißen Haus und seine enge Freundschaft mit dem Präsidenten des zionistischen Gebildes“ hätten zu dem Umsturz geführt. Zudem habe sich der Mursi mit dem Abbruch der Beziehungen zu Damaskus als Zentrum des Arabismus den Zorn des Volkes auf sich gezogen: „Verdientermaßen haben sich die Ägypter nun Freiheit und Würde zurück erkämpft.“[125]
- Im mit Syriens Regime verbündeten Iran bereiteten sich die Zeitungen auf einen langfristigen Umsturz der Muslimbrüder vor. Die iranische Hamshahri bemängelte das Eingreifen des Militärs in politische Prozesse. Sie sah Ägypten in einer Krise, in der die Muslimbrüder vom Militär unterdrückt und vor allem deren Anhänger festgenommen werden.[126] Die politisch rechtsgerichtete Keyhan beschrieb einen Militärputsch. Während sie in der Vergangenheit dazu häufig die USA und Israel als die Verantwortlichen für politische Umbrüche im Nahen Osten heranzog, hält sie sich in Bezug auf den ägyptischen Militärputsch mit solchen Anschuldigungen zurück. Stattdessen sah sie als Ursachen für Mursis Scheitern die Aufrechterhaltung des Camp-David-Vertrags mit Israel und die fehlende Unterstützung Syriens an.[120] Die ISNA, die große Nachrichtenagentur der „Studenten Irans“ und eine der wichtigsten des Irans. hob die Rolle des Militär in den Vordergrund, das einen Militärputsch verübt habe, wobei die Muslimbrüder bis zur Rückkehr Mursis weiter demonstrieren würden.[127] Die reformorientierte Zeitung Etemad sah Mursis „unstetigen“ und „unsicheren“ Führungsstil für sein Scheitern als verantwortlich an und zitierte Bashar al-Assad mit den Worten zitiert, dass dieser Umsturz den politischen Islam verändern wird und jeder, der die Religion für politische Zwecke missbrauchen wird, gestürzt werde.[128] Die Teheran Times nannte als Gründe für Mursis Sturz seinen ständigen Kampf mit dem Militär, gebrochene Versprechen in Bezug auf die neue Verfassung und die schlechte ökonomische Situation Ägyptens. Zusätzlich hätten Salafisten und andere Radikale, sowie der Druck westlicher Regierungen, Ägyptens erste post-revolutionäre Regierung geschwächt. Doch trotz all seiner Defizite hätte Mursi die Möglichkeit gehabt, um die Krise zu lösen und den Militärputsch zu verhindern. Dazu hätte auch die Bildung einer neuen Regierung unter Einschluss von Oppositionspolitikern wie Mohammed El Baradei und Amr Moussa gehört. So jedoch stünden „in diesem kritischen Moment die Ägypter vor der schwierigen Aufgabe, einen starken Führer zu finden, der in der Lage ist, die Ziele der Revolution zu verwirklichen. Gelingt dies nicht, drohen Ägypten dunkle Tage der Militärdiktatur.“[129]
- Die Akhbar al-Khaleej (Bahrain) bejubelte das Ereignis mit dem Kommentar: „Der arabische Riese Ägypten ist erwacht!“ Es handele sich um dieselben Menschen, die Mubarak gestürzt hatten, die nun für den Sturz Mursis erneut auf die Straßen gegangen seien. Ägypten habe wegen der Inkompetenz des Präsidenten Mursi einen Punkt erreicht, an dem es keinen anderen Ausweg als den Volksaufstand gegeben habe. Dann habe das Militär richtigerweise seine historische Verantwortung wahrgenommen: „Die Armee ist in jedem Land – und besonders in arabischen Ländern – der wahre Beschützer des Staates und der Gesellschaft. Die Armee ist die einzige Institution, auf die sich das Volk in Krisenzeiten verlassen kann.“[130]
- Die Zeitung Gulf News (Vereinigte Arabische Emirate) schrieb, es könne zwar problematisch sein, wenn das Militär ins zivile Leben eingreift, doch könnten diese Sorgen durch die Berufung des Verfassungsgerichtspräsidenten zum Interims-Staatschef gedämpft werden. „Mursi und die Muslimbruderschaft haben sich ihr Schicksal selbst zuzuschreiben“, urteilte Gulf News. Letztlich entscheidend gewesen seien Mursis Unfähigkeit, der Opposition mit bedeutenden Konzessionen entgegenzukommen, sein systematischer Versuch, sämtliche staatlichen Institutionen mit Muslimbrüdern und ihren Unterstützern zu besetzen, sowie der katastrophale Umgang mit der ökonomischen Krise Ägyptens. Von höchster Wichtigkeit sei es im nun folgenden Transformationsprozess, dass dieser einem klaren Plan folge und unverzüglich Wahlen abgehalten werden.[131]
- Die meistgelesene Tageszeitung Israels, Israel HaYom, titelte: „Mursis Sturz – gut für die Juden“. Obgleich Israel sich mit der Regierung der Muslimbruderschaft gut arrangiert habe – besser noch als mit dem Militärregime Mubaraks – müsse Israel Mursi keine Träne nachweinen. Der Sturz der Muslimbrüder sei gut für Israel und seine Alliierten, nicht nur, weil Ägypten damit für absehbare Zeit keine militärische Bedrohung darstelle, sondern auch, weil sich der Trend hin zu extremistischen Regimen nun umkehre. Dass Israel sich in die aktuellen Ereignisse nicht einmische, sei weise.[132] Israels zweitgrößte Tageszeitung Jedi’ot Acharonot veröffentlichte einen Kommentar, der die passive Haltung des Israels kritischer bewertete. Obgleich sich keine unmittelbaren Folgen für Israel abzeichneten, müsse man sich aktiv mit der Situation auseinandersetzen: “Es ist nicht wahr, dass uns die Umwälzungen in der arabischen Welt nicht betreffen. Es ist nicht wahr, dass sich so das Kernproblem Israels mit den Palästinensern löst. Das ist der Kern von Israels Leugnung.”[133] Die linksliberale Haaretz begrüßte den Sturz Mursis in einem Leitartikel mit begeisterten Worten. Die Demonstranten hätten deutlich gemacht, dass Ägypten sich nicht mit einer bloßen „Wahl-Demokratie“ zufrieden gebe, sondern wahre Demokratie fordere, in der die Regierung dem Wohl des Volkes verpflichtet sei. Mit Mursi seien die Menschen mit dem Dilemma konfrontiert gewesen, einerseits den demokratischen Prozess zu respektieren und andererseits der Repression zu begegnen, die dieser hervorgebracht habe. Der Aufstand verdiene „Lob und Bewunderung“.[134] Ein weiterer Kommentar in der Haaretz wies darauf hin, dass der erzwungene Abgang der Muslimbrüder durchaus Gewalt mit sich bringen könne und die wirtschaftlichen Probleme Ägyptens nicht löse. Da der kalte Friede mit Israel aber im Interesse der US-gestützten Armee liege, habe man in Israel zunächst nichts zu befürchten. Das nächste Regime werde wahrscheinlich die Israel-Politik Mursis fortführen, das Land also öffentlich anprangern, aber in Sicherheitsfragen im Geheimen Absprachen treffen.[135]

Die westliche Presse zeigte sich gespalten über den „Umsturz“. An der Idee, dass Militärs Garanten des Volkswillens sein sollen, wurde Missfallen geäußert, doch fand auch Präsident Mursi wenig Zustimmung.
- In Frankreich warf der Pariser Le Figaro dem gestürzten Präsidenten Mursi eine „Demokratie-Parodie“ vor und schrieb: „Kaum war er mit 51,7 Prozent der Stimmen an die Macht gekommen, hat Mursi eine Demokratie-Parodie präsidiert. Ohne die wirtschaftlichen Probleme zu lösen, ohne die Interessen des Landes zu beachten, hat er das Gesetz seiner eigenen Bewegung auferlegt. Das Wahlrecht war für seine Anhänger nur eine Art, die Diktatur der größten Zahl walten zu lassen. [...] Die Armee, die sich mit Mursi arrangiert hatte, hat ihn schließlich fallengelassen. Die Angelegenheit ist heikel: Der Anschein eines Putsches muss vermieden werden, damit die US-Hilfe nicht gefährdet wird. Auch muss vermieden werden, dass die Islamisten sich als Opfer eines Staatsstreichs gegen eine Demokratie präsentieren, die sie nie haben funktionieren lassen – und es auch gar nicht wollten.“[137] Die größte französische Zeitung, Ouest-France aus Rennes, stellte die Berechtigung des Begriffes „Gegenrevolution“ in Frage und warf die Frage auf, ob es sich nicht um eine „permanente Revolution“ handelt: „Seit einigen Tagen war es der einzig absehbare Ausweg. Unter dem Druck der Straße. Unter dem Gewicht des wirtschaftlichen und politischen Scheiterns. Mohammed Mursi, der erste zivile, demokratisch gewählte Präsident des modernen Ägyptens, ist gestürzt worden. Die Armee hat die Zügel in der Hand, geführt von General (Abdel Fattah) al-Sisi, dem Armeechef und Verteidigungsminister. Seit Sonntag rief die Menge auf dem Tahrir-Platz seinen Namen. Angesichts der wachsenden Gefahr eines Bürgerkriegs war die Mehrheit für ein Eingreifen der Armee. [...] In Kairo ist es die Armee, die derzeit auf die Straße hört, und dabei ihre hochdominante Position über Wirtschaft, Sicherheit und Politik in Ägypten beibehält. Ist es eine permanente Revolution oder die Gegenrevolution?“[138]
- Die New York Times (USA) bezeichnete die Machtübernahme ausdrücklich als einen Putsch: „Trotz seiner Fehler, und es gab viele, war Präsident Mohammed Mursi Ägyptens erster demokratische gewählter Präsident und sein Sturz durch die Militärs war fraglos ein Putsch. Es wäre tragisch, wenn die Ägypter es zuließen, dass die Revolution von 2011, die den Diktator Hosni Mubarak zu Fall brachte, enden würde mit dieser Absage an die Demokratie.“[139]

Ähnlich wie in den Reaktionen westlicher Politiker war eine Mischung aus Kritik und Verständnis auch der Tenor vieler Kommentare in den deutschen Tageszeitungen. Die Kommentare gingen davon aus, dass die Mehrheit der Ägypter einen Rücktritt Mursis befürworte.
- Handelsblatt: „Ein Militärputsch im Namen der Demokratie? Es fällt schwer zu glauben, dass es tatsächlich das ist, was gerade in Ägypten passiert [...] Doch so wenig wünschenswert ein Machtwechsel auf den Spitzen von Bajonetten sein mag: Unter allen schlechten Optionen könnte diese noch die beste sein.“ „Die Wurzel der Proteste“ lasse sich an den „ökonomischen Kennziffern ablesen. Nach 14 Prozent im Jahr 2009 sind es nach einem im Mai vorgelegten Bericht der Vereinten Nationen nun 17 Prozent der Bevölkerung, die täglich darum kämpfen, genügend Essen auf den Tisch stellen zu können. Über 30 Prozent der Kleinkinder leiden unter Mangelernährung – 2005 waren es noch 23 Prozent. Zwei von fünf Ägyptern müssen mit weniger als zwei Dollar pro Tag auskommen.“[140]
- Die Welt: „Manche Beobachter sprechen bereits von einem Putsch. Sie liegen nicht ganz falsch und nicht ganz richtig. Nicht ganz falsch liegen sie, weil die Armee den demokratisch gewählten Präsidenten unter Arrest gestellt hat [...], nicht ganz richtig, weil das Militär nicht sämtliche Hebel der Macht ergriffen hat.“[141][142]
- Die Süddeutsche Zeitung bezeichnete die Militäraktion in einem Kommentar als Putsch: „Was aussieht wie ein Putsch und ausgeführt wird wie ein Putsch, ist auch ein Putsch.“; und urteilte, das Militär habe „kaum eine andere Wahl gehabt“: „Die Armee als einzig noch funktionierende Institution des Landes hatte kaum eine andere Wahl als einzugreifen.“[143][144] In einem anderen Kommentar verurteilte die SZ die Muslimbrüder: „Jahrzehnte der Verfolgung und der Isolation in Wüstengefängnissen hatten die Muslimbrüder noch geheimniskrämerischer, starrer, hierarchischer gemacht als ohnehin, sie waren unfähig zum Kompromiss und damit zur Demokratie. Ihren Wahlsieg begriffen sie als Freifahrtschein, nicht als Verpflichtung. Einmal im Amt, sollte der Präsident uneingeschränkt herrschen – wie ein Kalif oder der Anführer einer Karawane. Das war mit dem wankelmütigen Wahlvolk nicht zu machen. Die schwer zu verstehende Sturheit, mit der Mursi und die Führer der Muslimbrüder bis zur letzten Sekunde auf der Legitimität des Amtes bestanden und noch über einen Dialog redeten, als die Panzer schon durch Kairo rollten, erklärt sich nicht nur aus Machtgier, sondern auch aus den Erfahrungen im Untergrund. Ähnlich wie in Algerien in den Neunzigern oder wie im Gaza-Streifen nach dem Wahlsieg der Hamas sehen die Islamisten ihren legitimen Erfolg bedroht.“[145]
- In der Frankfurter Allgemeinen Zeitung wurde das ägyptische Militär für sein Verhalten gelobt: „Die Armee drängt sich nicht in eine neue politische Verantwortung [...] [sie] entzieht sich aber auch nicht ihrer Verantwortung als der einzigen Institution, der die Ägypter nach einer Umfrage vertrauen.“[146][147] In einem anderen Kommentar in der FAZ wurde das Militär kritisiert, die Staatskrise jedoch als „vorerst beendet“ bezeichnet: „Ein Militärputsch hat die Staatskrise in Ägypten vorerst beendet. Ohne den in fairen und freien Wahlen an die Macht gelangten Mursi mit nur einem Wort zu erwähnen, setzte Armeechef Sisi den legitimen Staatschef des Landes am Mittwochabend einfach ab. Doch die Begeisterung, mit der Liberale und Linke das Eingreifen der Armee in den Konflikt begrüßen, stimmt bedenklich. Vor nicht einmal einem Jahr feierten die Oppositionellen noch das Ende der Militärherrschaft. Nun sollen die Generäle es plötzlich wieder richten – wenn auch im Hintergrund. Das Abschalten islamistischer Fernsehsender in den Stunden nach Sisis kaltem Staatsstreich zeigt, was die Führung der Streitkräfte wirklich von Medien- und Meinungsfreiheit hält: wenig.“[148]

### Frage der Einordnung als „Putsch“

#### Kontroverse um die begriffliche Einordnung des Militärcoups
Die US-amerikanische Regierung vermied die Bezeichnung Putsch, ebenso wie die neuen ägyptischen Machthaber. Vertreter der Tamarod-Bewegung erklärten, es sei kein Putsch gewesen, da „die Armee […] doch nur den Willen des Volkes umgesetzt“ habe. Mohammed el-Baradei bezeichnete den Umsturz als Korrektur eines islamistischen Lenkfehlers am Beginn einer echten Demokratie. Die Muslimbrüder beharrten dagegen darauf, dass es sich bei dem Umsturz um einen Putsch gehandelt habe.
Am 3. Juli bezeichnete Max Fischer die Ereignisse in der Washington Post sowohl als coup (Putsch oder Staatsstreich) als auch als Revolution. Auch nach Auffassung des Direktors des Deutschen Instituts für Internationale Politik und Sicherheit der Stiftung Wissenschaft und Politik, Volker Perthes, in der deutschsprachigen Wochenzeitschrift Die Zeit vom 5. Juli handelte es sich bei dem militärischen Umsturz im Gegensatz zu der Darstellung von Putschbefürwortern zwar nicht um eine „Korrekturbewegung“, sondern um einen Putsch. Doch stelle es nach Perthes’ Einschätzung „traurige Ironie“ dar, dass das Militär „eigentlich nicht putschen wollte, sondern bis kurz vor dem Coup noch versucht hatte, die verschiedenen politischen Lager zu einem Konsens zu bewegen“. Der Putsch sei – so Perthes – moralisch gerechtfertigt gewesen, da die Militärs eine anhaltende Selbstblockade des ägyptischen politischen Systems, die zu weiterer Gewalt und schließlich zu Unregierbarkeit hätte führen können, befürchtet hätten. Die Verantwortung trage „natürlich auch Präsident Mursi selbst und seine Muslimbruderschaft“. Die Errungenschaften der Revolution von 2011 seien durch den Putsch nicht zerstört worden.
Der Politologe Adel El Sayed betrachtete die Absetzung Mursis durch das Militär in einem Interview in der österreichischen Tageszeitung Kurier am 4. Juli nicht als Putsch, sondern als den „Versuch der Armee, die immer größer werdende Spaltung zu verringern“, und als möglicherweise „letzte Korrekturen“ des „Arabischen Frühlings“.
Raniah Salloum wertete die Ereignisse im Spiegel vom 5. Juli als Putsch, weil die politikwissenschaftlichen Kriterien dafür vorlägen. Daran ändere auch die Tatsache nichts, dass viele Ägypter Mursis Sturz begrüßt hätten.
Udo Kölsch, Kommentator auf NDR Info, argumentierte, es handele sich nicht um einen Putsch, da ein solcher typischerweise vorher nicht angekündigt werde.
Mohamed Amjahid sprach in der Zeit zwar von einem „Volksputsch“, setzte den Begriff jedoch in Anführungszeichen.

#### Haltung und Interessenlage der USA und anderer Staaten

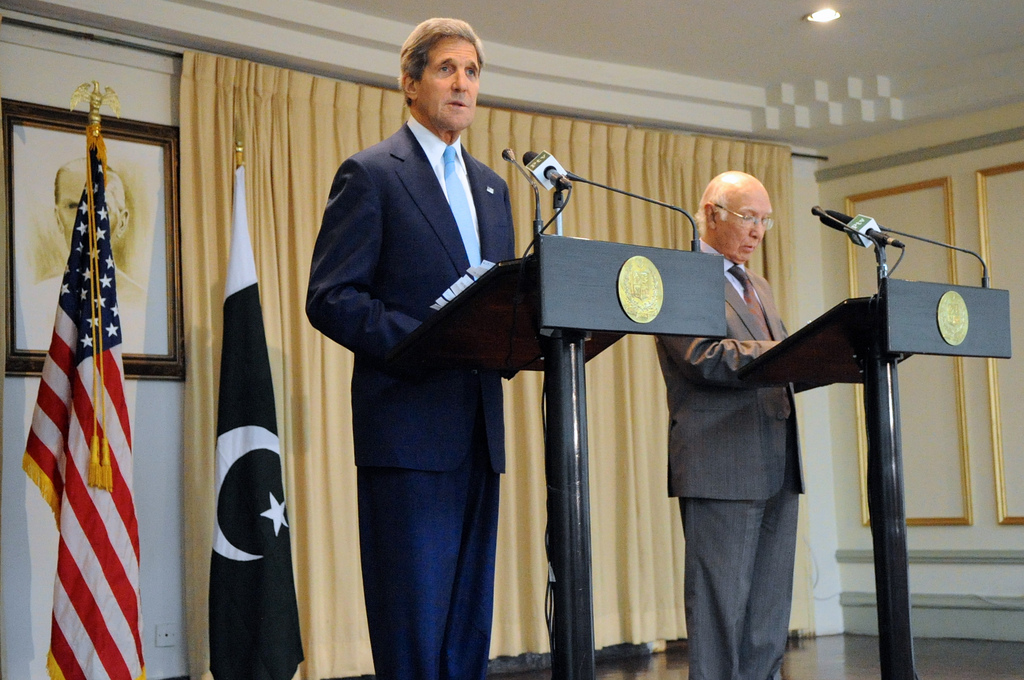
US-Außenminister John Kerry auf Pakistanbesuch am 1. August, wo er das ägyptische Militär für den Sturz Mursis als „Wiederherstellung der Demokratie“ lobte und die Machtübernahme des Militärs bestritt.

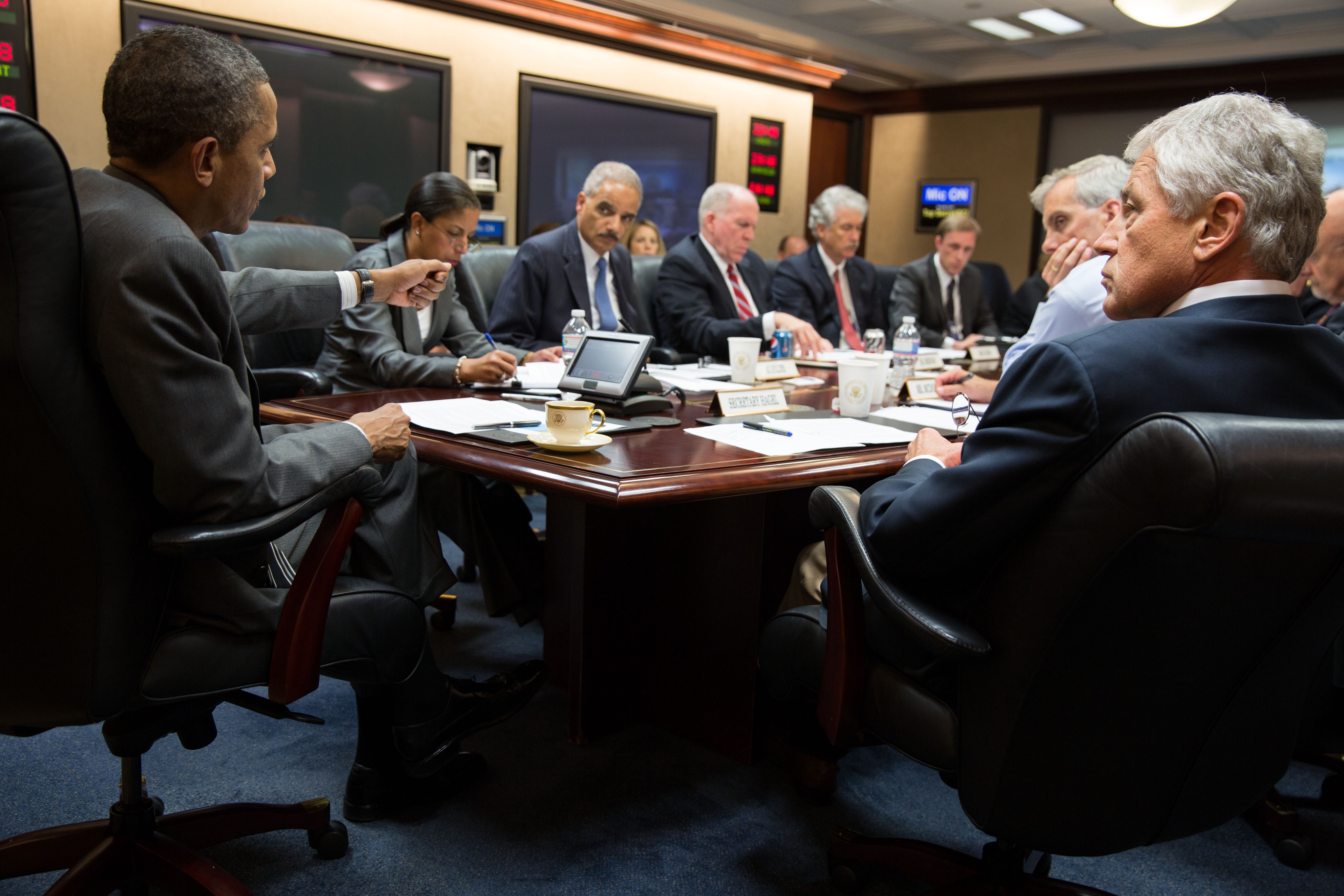
US-Präsident Obama am 3. Juli 2013 mit Mitgliedern des National Security Teams einschließlich des Verteidigungsministers Chuck Hagel in einer Besprechung über die Lage in Ägypten.

Nach dem Militärcoup vom 3. Juli 2013 weigerte sich die US-Regierung, die Machtübernahme durch die Armeeführung als Putsch zu qualifizieren. Stattdessen akzeptierte sie den Militärcoup nachträglich als „Schritt zur Wiederherstellung der Demokratie“.

“The military was asked to intervene by millions and millions of people, all of whom were afraid of a descendance into chaos, into violence. And the military did not take over, to the best of our judgement – so far. To run the country, there’s a civilian government. In effect, they were restoring democracy.”

„Das Militär wurde von Millionen und Abermillionen Menschen zum Einschreiten gebeten, die allesamt Angst davor hatten, in Chaos und Gewalt abzugleiten. […] Nach allem, was wir wissen, hat das Militär bisher noch nicht die Macht übernommen. Es gibt eine zivile Regierung zur Leitung des Landes. Letztlich wurde dadurch die Demokratie wiederhergestellt.“

Die Rechtfertigung des Militärputsches durch US-Außenminister John Kerry als erfolgte Maßnahme zur Wiederherstellung der Demokratie erfolgte zu einem Zeitpunkt, als das ägyptische Militär bereits Dutzende Mursi-Anhänger in Kairo getötet hatte und die von der Armee installierte Zivilregierung angekündigt hatte, die Zeltlager der Pro-Mursi-Demonstranten notfalls mit Gewalt aufzulösen. Bereits kurz nach dem Putsch kamen der Vorsitzende der Vereinigten Stabschefs der US-amerikanischen Streitkräfte, Heeresgeneral Martin Dempsey, und der ägyptischen Stabschef, Generalleutnant Sedki Sobhi überein, dass „das ägyptische Militär eine angemessene Rolle beim Erhalt der Stabilität spielen“ müsse. Kerry vertrat den Standpunkt der ägyptischen Militärführung, das Militär sei von Millionen Ägyptern zur Intervention aufgefordert worden. Nach Einschätzung des ehemaligen deutschen Diplomaten und Attaché in Kairo, Gunter Mulack, hielten sich die offiziellen Stellen in den USA aus taktischen Gründen zurück und vermieden es deshalb, die Menschenrechtsverletzungen offen zu verurteilen. Entsprechend qualifizierten auch die europäischen Regierungen den Militärcoup in Ägypten zunächst nicht als Militärputsch.
Eine Sonderrolle übernahm die Regierung der Türkei unter Recep Tayyip Erdoğan, die Mursis Entmachtung weltweit als erste Regierung direkt als Coup bezeichnete. Dazu nannte sie die Tötung von annähernd 1000 Anhängern der Muslimbrüder ein „eindeutiges Massaker“, unterstellte Israel eine Mitschuld an dem Putsch in Ägypten und forderte die Freilassung des gestürzten Präsidenten Mursi. Erst Tage später folgten der Türkei Deutschland und die EU mit teilweise vergleichbaren Positionen, die aber von Beobachtern als vergleichsweise „halbherzig“ betrachtet wurden. Neben der Türkei galten als Verbündete der Muslimbrüder zudem Tunesien, wo der Arabische Frühling seinen Anfang genommen hatte und mit der Ennahda auch eine islamistische Partei die Regierung stellte, sowie das finanzstarke Katar, das auch durch den Sitz des einflussreichen Senders Al Jazeera über Bedeutung verfügte.
Am 19. August meldete die US-amerikanische Webseite The Daily Beast, die US-Regierung habe stillschweigend entschieden, den Militärcoup in Ägypten als „Putsch“ zu bewerten. Um diplomatischen Bewegungsraum zu bewahren, halte sich die Regierung offiziell jedoch mit der Benennung als „Putsch“ zurück. Schon zuvor hatte es Philip J. Crowley, ehemaliger Sprecher des US-Außenministeriums US-Präsident Obama, als schweren Fehler des US-Präsidenten bezeichnet, den Begriff Putsch aus taktischen Gründen zu vermeiden: „Indem wir den Putsch in Ägypten nicht beim Namen genannt haben, haben wir die Glaubwürdigkeit der USA untergraben.“ Auch andere westliche Regierungen erschienen nach dem Urteil von Beobachtern durch ihr weitgehendes Schweigen zum Putsch in ihrem Beharren auf Demokratie als unglaubwürdig.
Als Motive der US-Regierung, die Absetzung Mursis durch das Militär nicht als „Putsch“ zu bezeichnen, wird in den Medien eine Reihe zusammenhängender politischer, militärischer und wirtschaftlicher Beweggründe diskutiert:
- Sollte die US-Regierung gezwungen sein, die Entmachtung Mursis als Putsch zu bewerten, müsste sie nach einem US-Gesetz aus dem Jahr 1961 die jährlichen 1,3- oder 1,5-Milliarden-US Dollar Entwicklungshilfe, von der der überwiegende Teil aus Militärhilfe besteht, beenden.[5][158][184][167][168][169][185][170][183] Die Fortsetzung der Zahlung wurde von der Sprecherin des US-Außenministeriums, Jen Psaki, mit dem großen US-amerikanischen Sicherheitsinteresse in der Region beantwortet.[170] Es wurde argumentiert, dass die Fortführung der Zahlungen im US-Interesse liege, so dass der Begriff durch semantische Kreativität umgangen worden sei.[158] Bernd Pickert warf der US-Regierung in der taz vor, dass nicht nur die Weigerung der US-Regierung, den Militärcoup als Putsch zu benennen, sondern auch die Qualifizierung der „Militärregierung“ als zivile Übergangsregierung einem „Orwellschen Neusprech“ gleichkomme.[175]
- Langfristig wird diese Militärhilfe als das einzige Instrument für die US-Regierung angesehen, um dem sinkenden Einfluss auf das Militär und auf Ägypten entgegenzuwirken.[184][167] Die Zurückhaltung der US-Regierung in der Kritik gegenüber Menschenrechtsverletzungen der ägyptischen Putschregierung wird als taktische Maßnahme gesehen, den Kontakt zur ägyptischen Führung aufrechtzuerhalten, um den Einfluss auf Ägypten als wichtigsten Verbündeten der USA in der Region und nach Israel zweitgrößten Empfänger bilateraler Wirtschaftshilfe seitens der USA zu wahren.[176] Die Hilfsgelder der USA stehen dem ägyptischen Militär dabei nicht zur freien Verfügung, sondern kommen weitgehend über Verträge mit US-Firmen über die Federal Reserve Bank of New York über ein Spezialkonto beim amerikanischen Finanzministerium direkt den Unternehmen der US-Rüstungsindustrie für Waffenlieferungen wie F-16-Kampfjets, Apache-Kampfhubschrauber, Abrams-Kampfpanzer oder Fregatten zugute,[175][167][168][170] die oftmals nicht dem strategischen Bedarfen und Wünschen des ägyptischen Militärs entsprachen.[170][175][186] Somit fließt das Geld der Finanzhilfen nicht nach Ägypten, sondern in die amerikanische Provinz und schafft oder erhält dort faktisch staatlich subventionierte Arbeitsplätze.[186] Der Einfluss, den diese Hilfe den USA gibt, wurde verschiedentlich als oft überschätzt bewertet.[175][167] Ihr Wegfall würde durch Golfstaaten wie Saudi-Arabien und die Vereinigten Emirate leicht kompensiert,[184][167][176] zumal Nachbarländer Ägyptens in den ersten Tagen nach dem Militärputsch ein Vielfaches an Geldern zugesagt und bereitgestellt hätten.[175][167][179][187][176]
- Beobachter schätzten ein, das ägyptische Militär sei weniger auf die US-Militärhilfe angewiesen, mit der die ägyptische Regierung und insbesondere das ägyptische Militär seit 1979 für den Friedensvertrag mit Israel belohnt wurden,[168] als die USA auf das ägyptische Militär als Partner im Hinblick auf die Sicherheit des israelischen Staates angewiesen sei.[175][185] Die ägyptischen Militärmachthaber wurden in vielen westlichen Staaten sowie von Israel, Saudi-Arabien und anderen Golfstaaten als Garant für die Bewahrung regionaler Stabilität[5][177][176] und einer Eindämmung des Islamismus gesehen.[5] Die Kritik an mangelnder Beachtung demokratischer Rechte wie der Demonstrationsfreiheit auch für die Islamisten wurden dem untergeordnet.[5] Dem Interesse des Königshauses in Saudi-Arabien würde ein demokratischer Musterstaat im arabischen Raum nach dem Urteil Gunter Mulacks angesichts der in Ägypten sehr gut organisierten und in vielen Ländern vertretenen Muslimbrüder entgegenstehen. Die Herrscherhäuser der reichen, aber wenig demokratischen Golfmonarchien wollten daher „um jeden Preis“ und mit der Zahlung von zwölf Milliarden Dollar in den vorangegangenen Monaten an ägyptische Führung verhindern, dass eine solche Demokratie in Ägypten Begehrlichkeiten in ihren eigenen Bevölkerungen weckt und die Staaten in einen „arabischen Frühlingstaumel“ versetzen würde.[176] Israel und Lobbygruppen forderten US-Kongress und US-Regierung auf, die Unterstützung der Militärführung in Ägypten aufrechtzuerhalten.[188][179][189] Die ägyptische Armee gilt als Garant dafür, dass das ägyptisch-israelische Friedensabkommen weiterhin aufrechterhalten wird, so wie es auch unter der islamistischen Regierung der mit der radikalen Hamas verbündeten Muslimbrüder nicht aufgekündigt worden war.[188][5][167][169] Manche Beobachter sehen in der Sicherheitsfrage Israels durch die Entwicklung auf dem Sinai unter Mursi die Hauptursache für den Militärputsch in Ägypten gegen Mursi.[177][190] Die Aufmerksamkeit der internationalen Öffentlichkeit richtet sich wegen der Nähe zu Israel insbesondere auf den Sinai, wo die ägyptische Staatsgewalt angesichts bewaffneten Banden und Beduinenstämme, die eine Einmischung in ihre Angelegenheiten ablehnen, traditionell schwerer durchzusetzen ist. Besonders in dieser Region wurde eine Aktivität radikaler Islamisten zur Erzeugung internationaler Medienresonanz befürchtet.[191]
- Ägypten wird vom US-Verteidigungsministerium als verlässlicher Verbündeter angesehen, der die für den Nachschub im Afghanistankrieg und für Antiterroraktionen im Nahen Osten und Ostafrika bedeutenden Überflugrechte im ägyptischen Luftraum besonders großzügig und zügig für die US-amerikanische Luftwaffe gewährt und im Krisenfall US-amerikanische Kriegsschiffe im Sueskanal bevorzugt abgefertigt.[188] Aufgrund der Kontrolle über den Sueskanal wird Ägypten für die USA große strategische Bedeutung zugesprochen.[169]
- Zudem solle Ägypten als Verbündeter der USA und Garant der Stabilität auch dazu beitragen, den Zugriff auf die Ölvorkommen in der als politisch labil eingeschätzten Region des Nahen Ostens zu sichern.[167]
- Als weiteres mögliches Motiv wurde angeführt, dass die Regierungen der USA und europäischer Länder sich mit der ausgebliebenen Qualifizierung des Militärcoups als „Putsch“ ein politisches Druckmittel als Option gegenüber dem ägyptischen Militär offengehalten haben. In diese Richtung deutete Karim El-Gawhary für die taz die Erklärung des US-Außenministers Kerry vom 1. August: „Nach allem, was wir wissen, hat das Militär bisher noch nicht die Macht übernommen. Es gibt eine zivile Regierung.“[174]

Unabhängig von der Einordnung durch die US-Regierung gab Raniah Salloum im Spiegel an, der Begriff „Putsch“ würde nach Ansicht von Mursi-Gegnern deren „Triumph schmälern oder gar schmähen“. Mit dem „Kampf um das Wort und die Deutungshoheit“ würden sie zugleich die Frage nach der Legitimität ihres Sieges abwehren wollen.
Nach Einschätzung von Günter Meyer, Leiter des Zentrums für Forschung zur Arabischen Welt an der Universität Mainz, sei der Umsturz gegen die Muslimbruderschaft zwar weder der US-amerikanischen noch der deutschen Regierung ungelegen gekommen, habe diese jedoch angesichts des Tatbestands eines Putsches in Konflikt mit dem Anspruch gebracht, für demokratische Werte einzutreten. Diese Konfliktsituation hat laut Christian Achrainer, Ägypten-Experte der Deutschen Gesellschaft für Auswärtige Politik (DGAP), bereits seit der Zeit von Mubarak bestanden, während der die westlichen Regierungen vor allem auf Stabilität gesetzt hätten. Das Interesse der USA und der EU richte sich auf Energiesicherheit, den Kampf gegen den Terrorismus und den Fortbestand des Israelisch-ägyptischen Friedensvertrages. Demgegenüber sei die Forderung nach Demokratie und Menschenrechten in den Hintergrund getreten. Die Forderung, Mursi wieder ins Amt einzusetzen, sei von westlicher Seite kaum gestellt worden.

## Vom Umsturz bis zur Übergangsregierung

### Einschränkung der Pressefreiheit und Propaganda gegen Muslimbrüder
Seit dem Sturz Mursis durch das Militär vom 3. Juli stellten sich die ägyptischen Massenmedien, die noch berichten durften, einhellig auf die Seite des Militärs und gegen die Muslimbrüder. Pro-islamistische Fernsehsender wurden geschlossen, Journalisten festgenommen oder eingesperrt und ihre technische Ausrüstung beschlagnahmt. Journalisten, die positiv von den Pro-Mursi-Demonstrationen berichten, gerieten so unter Druck. Die Sichtweise der Muslimbrüder wurde nach dem Putsch von den ägyptischen Medien nahezu völlig ignoriert. Ägyptische Zeitungen und Fernsehsendungen vermittelten den Eindruck, als unterstütze das ganze Land die Aktionen des Militärs. Die Berichterstattung erfolgte ungenau und unkritisch zum Nutzen des ägyptischen Militärs. Über Attacken wie die Tötung zahlreicher Anhänger der Muslimbrüder vor dem Hauptquartier der Republikanischen Garde, erfolgten kaum Berichte. Auch ausländische Medien wurden nun unterdrückt und in ihrer Berichterstattung behindert, wie beispielsweise Dirk Emmerich als Journalist für den deutschen Nachrichtensender n-tv, der mit seinem Team festgenommen wurde, als er von den Attacken auf Muslimbrüder vor dem Hauptquartier der Republikanischen Garden berichten wollte. Zudem mobilisierten Anti-Mursi-Demonstranten gegen ausländische Medien wie CNN, BBC und Al-Jazeera, demonstrierten unter anderem mit Flugblättern vor den Gebäuden der TV-Sender und feindeten ausländische Journalisten an. Die Armee etablierte sich wieder fest als permanente überpolitische Kontrollinstanz.
Sisi, bereits unter Mursi Verteidigungsminister, Kommandeur der ägyptischen Streitkräfte und seit Mitte Juli zusätzlich stellvertretender Ministerpräsident der vom Militär eingesetzten, sogenannten Übergangsregierung, galt nach dem Militärputsch gegen den ersten gewählten Präsidenten Ägyptens als die mächtigste Figur des Landes. Er verfügte bereits vor dem Militärputsch über Kontakte zu Vertretern des tiefen Staates, der aus ehemaligen Mubarak-Anhängern bestand, die sich weiterhin in Judikative, Exekutive (bspw. Polizei) und Administrative gehalten hatten, seit der Revolution viel Macht und Geld verloren hatten und eine Restauration alte Verhältnisse anstrebten und einen neuen Regierungschef anstrebten. Neben diesen von der ägyptischen Revolution unberührt gebliebenen Strukturen aus dem Mubarak-System in Justiz, Polizei, Verwaltung und Geschäftswelt bildete zudem das Militär in Ägypten ebenfalls eine Art „Staat im Staate“. Im Hintergrund des Militärs fand nach Einschätzung von Beobachtern eine Rückkehr der alten Eliten statt, die über die Wiederherstellung der alten wirtschaftlichen Verhältnisse eine Konterrevolution anstrebten. Als Sisi am 3. Juli Präsident Mursi absetzte, festnehmen ließ und wenige Stunden später in Begleitung von den zivilen Mitträgern des Militärcoups mit einer Proklamation im Fernsehen auftrat, war der Verteidigungsminister lediglich der Elite des Landes bekannt, nicht jedoch einer breiteren Öffentlichkeit.
Dies änderte sich Ende Juli, nachdem das Fernsehen am 23. Juli seine Ansprache bei einer Militärparade anlässlich einer Graduierung in der Militärakademie übertrug, in der Sisi verkündete: „Ich fordere alle ehrenwerten Ägypter auf, am Freitag auf die Straße zu gehen, um mich zu ermächtigen, gegen Terrorismus und Gewalt vorzugehen“. Unterstützt von den staatlichen und privaten Medien setzte in Ägypten eine nahezu uneingeschränkter Volksverehrung um Sisi ein.
Nach Ansicht der Ägypten-Expertin Sarah Hartmann waren zu dieser Zeit „alle Massenmedien – sowohl die privaten als auch die staatlichen – […] eindeutig parteiisch“. Nach Angaben der Politologen Hamadi El-Aouni bezeichneten sich viele der privaten Medien oder Sender selbst als religiös motiviert und wurden „von Milliardären aus der Golfregion“ finanziert, insbesondere aus Saudi-Arabien, „damit sie eine bestimmte Denkweise des Islams weltweit und insbesondere in der arabischen Region propagieren“. Islamistische Medien versuchten nun, ihre Inhalte über Twitter und andere soziale Netzwerke zu verbreiten und die internationale Presse zu nutzen. Im Guardian und in der Washington Post veröffentlichten Muslimbrüder Artikel, mit denen sie aufzeigen wollten, dass es sich bei den Vorgängen in Ägypten um einen Putsch handelte. Ein Gegengewicht zu den ägyptischen Medien bildeten arabischsprachige Auslandsprogramme, darunter al-Arabiya, Al Jazeera, die Deutsche Welle und BBC Arabic. Der in Ägypten am weitesten verbreitete und international als seriöser Sender etablierte Nachrichtenkanal Al Jazeera aus Katar wurde beschuldigt, als „Propaganda-Kanal“ für die Muslimbruderschaft gegen die „Opposition in Ägypten“ zu fungieren, so El-Aouni, weshalb einige Journalisten den Sender verlassen haben sollen. Die Polarisierung in der Informationsbeschaffung und Meinungsbildung wurde nach Ansicht El-Aounis auch durch die hohe Analphabetismusquote und die geringe Versorgung mit Fernsehern und Internetzugängen in der ägyptischen Bevölkerung gefördert: „Etwa 40 Prozent der Ägypter verfolgen ausschließlich die staatlichen Medien oder sie glauben das, was die Muslimbrüder über sich als Propaganda oder Information herausgeben“.
Obwohl in den ersten beiden Augustwochen westliche Diplomaten verhinderten, dass Sisi die Protestcamps der Muslimbrüder mit Waffengewalt räumte, forderten Zusammenstöße seit dem Militärputsch bis zum 14. August 200 – überwiegend islamistische – Tote. Während die Medien die islamistischen Demonstranten als „Terroristen“ und „Kinderschänder“ dämonisierten, wurden erste Rufe laut, Sisi möge für das Präsidentenamt kandidieren. Das Militär, die Sicherheitskräfte und die ägyptischen Medien hatten die ägyptische Bevölkerung bereits Anfang August psychologisch auf einen Schlag gegen die Muslimbrüder und eine Beendigung der Proteste vorbereitet. Der Journalist Michael Thumann kam zu dem Urteil, die nicht-islamistische Opposition in Ägypten sei „ihrem neuen Herrscher, General Abdel Fatah al-Sissi“ bis zum Blutbad des 14. August „blind“ gefolgt, auch der Friedensnobelpreisträger Mohammed el-Baradei habe sich den Putschtruppen angeschlossen. Erst nach den „Panzereinsätzen gegen Unbewaffnete“, „Sniper-Schüssen gegen Protestierende“ und der faktischen Aufhebung der Bürgerrechte würden Liberale und Säkulare die Auslösung der Gewalt beklagen und dem Widerstand der Muslimbrüder zuschreiben. Staatliche Medien blendeten dennoch weiterhin Millionen Mursi-Unterstützer aus und berichten nicht darüber, wie viele Islamisten tatsächlich bei der Räumung ihrer Protestlager getötet worden sind.

### Massenfestnahmen von Pro-Mursi-Demonstranten und Verhaftungen in der Führung der Muslimbrüder
Nach dem Sturz von Präsident Mohammed Mursi setzen die ägyptischen Sicherheitsbehörden die Islamisten massiv unter Druck. Die große Anzahl an Verhaftungen, die Intransparenz der Behörden und die Geschwindigkeit der Ereignisse trugen dazu bei, dass ägyptische Menschenrechtsorganisationen Schwierigkeiten hatten, die Verhaftungen und sonstige repressive Maßnahmen zu dokumentieren. Beobachter vermuteten, dass Vertreter des Innenministeriums versuchten, eigene Vergehen den Muslimbrüdern anzulasten. Gamal Eid, Direktor von Arabic Network for Human Rights Information (ANHRI), kritisierte, dass das Innenministerium selbst Fehler aus der Zeit unter Mubarak abstritt und stattdessen jegliches Verschulden den Muslimbrüdern zurechnete.
Am 4. Juli wurden im Laufe des Tages mindestens 43 Mitglieder der Muslimbrüder inhaftiert. Laut Presseberichten sollte sich darunter auch Muhammad Badi’e, der Vorsitzende der Muslimbruderschaft, befunden haben, der jedoch am 5. Juli bei den Protesten an der Rābiʿa-al-ʿAdawiyya-Moschee im Stadtteil Nasr-City frei in Erscheinung trat und der nach Erlassen eines Haftbefehls vom 10. Juli erst in der Nacht auf den 20. August verhaftet wurde. Der ehemalige stellvertretende Vorsitzende der Muslimbruderschaft, Chairat al-Schater, wurde zudem zur Fahndung freigegeben, da beiden die Anstiftung zur Tötung von Demonstranten vorgeworfen wird. Auch Saad al-Katatni, Vorsitzender der Freiheits- und Gerechtigkeitspartei, und Rashad Bajumi, stellvertretender Vorsitzender der Muslimbruderschaft, wurden inhaftiert. Laut Angaben des ägyptischen Innenministeriums werde die Inhaftierung von 300 weiteren Mitgliedern der Muslimbruderschaft vorbereitet. Noch vor Mitte Juli waren bereits mindestens sechs hochrangige Vertreter der Muslimbrüder und zwei bekannte Salafisten festgenommen worden und weitere zehn Haftbefehle gegen Führungspersonal der Muslimbruderschaft bekannt geworden. Zusätzlich hielt das Militär laut Human Rights Watch mindestens zehn Mitglieder des Stabs des ehemaligen Präsidenten Mursi ohne Kontakt zur Außenwelt fest.
Laut Karim Abdelrady, Rechtsanwalt und Wissenschaftler des ANHRI, kam es zum einen zu Festnahmen von Führungsmitgliedern und zum anderen zu willkürlichen Massenverhaftungen von Unterstützern der Islamisten. Während der Zusammenstöße vor dem Gebäude der Republikanischen Garde am 8. Juli seien mindestens 650 Menschen verhaftet worden. Die Behörden hätten die Richtigkeit der Zahl auf Anfrage bestätigt, obwohl die ursprünglich offiziell bekanntgegebenen Zahlen erheblich niedriger gewesen seien. Bei den Festgenommenen habe es sich nicht um Mitglieder der Führung der Muslimbruderschaft gehandelt, sondern um Personen, die nach dem Zufallsprinzip an vielen Orten in der Nähe des Gebäudes verhaftet wurden. Es sei davon auszugehen, dass viele von ihnen unschuldig seien und lediglich friedlich demonstriert hätten.

### Vereidigung des Übergangspräsidenten (4. Juli)
Adli Mansur wurde am 4. Juli als neuer Übergangspräsident Ägyptens vereidigt.
Diese Position sollte er bis zu den noch nicht konkretisierten Neuwahlen beibehalten. Während die Situation in Kairo weitestgehend friedlich blieb, kam es in anderen Teilen des Landes zu Zusammenstößen zwischen Anhängern und Gegnern Mursis. So sollen in Marsa Matruh mindestens sechs Menschen ums Leben gekommen und etwa 10 Menschen verletzt worden sein. In Kafr asch-Schaich soll es im Rahmen von Auseinandersetzungen der beiden Lager zu 120 Verletzten gekommen sein. Aus Alexandria und der südägyptischen Stadt Minya seien je drei Menschen getötet worden.

### Verschärfung der Auseinandersetzungen (5. Juli)
Am 5. Juli, ein Freitag, wurden insgesamt mindestens 43 Menschen in Ägypten getötet und Hunderte verletzt, in den meisten Fällen bei Zusammenstößen zwischen Unterstützern und Gegnern des gestürzten Präsidenten Mursi. Die Anzahl der Toten seit dem 30. Juni verdoppelte sich damit fast auf 90. Nach offiziellen Angaben wurden 15 Menschen in Kairo getötet, darunter auch bei Scharmützeln in der Nähe des Staatssenders im Stadtteil des Tahrirplatzes. 17 Menschen wurden in Alexandria bei Zusammenstößen zwischen Befürwortern und Gegnern Mursis getötet, rund 460 wurden dort bei Straßenschlachten verletzt. Vier Menschen starben nach offiziellen Angaben in Ismailia und einer in Sues. Eine Person wurde in der Stadt Asyut bei Zusammenstößen zwischen Unterstützern Mursis und der Polizei getötet.

#### Ablauf der Protestaktionen
Hunderttausende Menschen demonstrierten im ganzen Land. Der gestürzten Regierung loyal gegenüberstehende Demonstranten protestierten in Kairo und anderen Provinzen gegen den Sturz Mursis und forderten seine Wiedereinsetzung als Präsident. Die Muslimbrüder und weitere islamistische Organisationen hatten zuvor für den 5. Juli landesweit zu friedlichen Demonstrationen gegen die Entmachtung Mursis durch das Militär aufgerufen, um mit dieser „Freitag der Ablehnung“ genannten Aktion auszudrücken, dass sie nicht bereit sind den Militärputsch nicht hinzunehmen. Das Militär hatte Interventionen für den Fall angekündigt, dass die Demonstrationen außer Kontrolle gerieten. Nach dem Mittagsgebet folgten Hunderttausende Islamisten in zahlreichen Städten dem Aufruf, so in Kairo oder in Alexandria, Luxor und Damanhur. Die Kundgebungen verliefen zunächst friedlich ohne Zwischenfälle. Der größte Aufmarsch fand vor der Rābiʿa-al-ʿAdawiyya-Moschee in Nasr-City statt.
Vor dem Hauptquartier der Republikanischen Garden in Kairo feuerten dann jedoch Elitesoldaten auf die Anhänger des gestürzten Präsidenten, wobei vier Mursi-Anhänger nach offiziellen Angaben getötet wurden, als Demonstranten versuchten, Porträts des gestürzten Präsidenten Mursi dort aufzuhängen. Ein Sprecher des Militärs hatte die Darstellungen dementiert und behauptet, die Armee habe lediglich Platzpatronen und Tränengas gegen die Demonstranten eingesetzt. Der BBC-Reporter Jeremy Bowen gab dagegen an, das Militär habe in Kairo gegenüber den bis dahin diszipliniert auftretenden Muslimbrüdern das Feuer eröffnet, als die Menge vorwärts drängte.
Zuvor war auf dem Gelände rund um die Rābiʿa-al-ʿAdawiyya-Moschee im Stadtteil Nasr-City, wo die Islamisten weiterhin zu tausenden campierten, der inhaftiert geglaubte Vorsitzende der Muslimbruderschaft, Mohammed Badie, aufgetreten, um seine Anhänger zu einer Fortsetzung der Demonstrationen aufzurufen. Badie forderte die versammelten Menschen dort dazu auf, solange zu demonstrieren, bis Mursi zurück wieder als Präsident eingesetzt sei. Im Falle der Wiedereinsetzung Mursis sei er zu einem Abkommen mit der ägyptischen Armee bereit. Badie betonte, mit der Demonstration bei der Rābiʿa-al-ʿAdawiyya-Moschee solle nicht eine Person, sondern der demokratischen Prozess verteidigt werden. Am Abend wurde mitgeteilt, dass zwei führende Muslimbrüder, die der vorher erfolgten Verhaftungswelle gegen führende Personen der FJP und Muslimbruderschaft festgenommen worden waren, wieder frei seien. Ein Ausreiseverbot gegen mehr als 300 Muslimbrüder solle auf die Befreiung Mursis und anderer Kader der Organisation aus dem Gefängnis Wadi Natrun 2011 zurückzuführen sein, wegen dessen die ägyptische Justiz wegen Landesverrats gegen Mursi ermittle.
Auf den Tahrirplatz hatte die Führung der „Nationalen Rettungsfront“, dem Dachverband der Opposition, unter dem Motto „Rettet die Revolution vom 30. Juni“ zehntausende Anhänger versammelt. Die Gegner Mursis, die den Militäreinsatz begrüßten, riefen mit der Begründung zu Demonstrationen auf, die Islamisten würden eine „Konterrevolution“ anstreben. Am Tahrir-Platz stießen Putschgegner und -befürworter zusammen, wobei laut dem Staatsfernsehen zwei Demonstranten getötet und 70 verletzt worden seien.

#### Anschläge auf dem Sinai
Mindestens fünf Sicherheitskräfte wurden bei unabhängigen Angriffen von nicht identifizierten Bewaffneten im Nordsinai getötet. Nach den Angriffen auf den Flughafen al-Arisch und Kontrollposten von Polizei und Militär wurde in den Gouvernements Sues und Süd-Sinai der Notstand ausgerufen.

#### Gründung der IslamistengruppeAnsar al-Scharia
Am 5. Juli gab zudem eine neue Islamistengruppe ihre Gründung bekannt; diese nennt sich Ansar al-Scharia. Diese Gruppe deutet laut Eigenaussagen die Ereignisse in Ägypten als eine Kriegserklärung an den Islam in seiner Gesamtheit, also sowohl als Religion wie auch als Gesellschaftssystem, und wirft ihren Gegnern, zu denen sie säkulare Gruppen, Anhänger des früheren Präsidenten Hosni Mubarak, koptische Christen, die Sicherheitskräfte und das Militär zählt, vor, Ägypten in „einen Kreuzritter und ein weltliches Monster“ verwandeln zu wollen. Entsprechend ihrer Selbstbezeichnung setzt sich diese Gruppe für die Einführung der Scharia als allein geltendes Recht in Ägypten ein. Dabei betrachtet sie den Einsatz von Gewalt als ein legitimes Mittel zum Erreichen ihrer Ziele. Inwiefern sie mit den Muslimbrüdern in Verbindung steht, bleibt unklar.

#### Auflösung des Parlaments
Der am 4. Juli als Interimspräsident vereidigte Adli Mansur löste am 5. Juli in seinem ersten Dekret das bisherige Parlament, den Shura-Rat auf, in dem Muslimbrüder und Salafisten eine Zweidrittelmehrheit besaßen. Zudem ernannte Mansur einen neuen Geheimdienstchef.

### Versuche einer Regierungsbildung
Am 6. Juli wurde der Friedensnobelpreisträger Mohammed el-Baradei zum Regierungschef der Übergangsregierung ernannt. Am Abend sollte er vereidigt werden. Dies wurde aber im letzten Augenblick durch großen Widerstand der Partei des Lichts verhindert, so dass Mansur die Nominierung von el-Baradei zurückgezogen hat.
Daraufhin wurde der Jurist und Mitgründer der Ägyptischen Sozialdemokratischen Partei, Siad Bahaa El-Din, zum Amt des Ministerpräsidenten vorgeschlagen. Am gleichen Tag töteten Islamisten einen koptisch-orthodoxen Priester aus Arisch.
Übergangspräsident Mansur legte einen Zeitplan vor, der zunächst die Überarbeitung der Verfassung und anschließend Parlamentswahlen innerhalb von sechs Monaten vorsieht. Nach dem Zusammentreten des Parlaments sollen dann Präsidentschaftswahlen abgehalten werden.

### Anti-Mursi-Protest in Kairo (7. Juli)

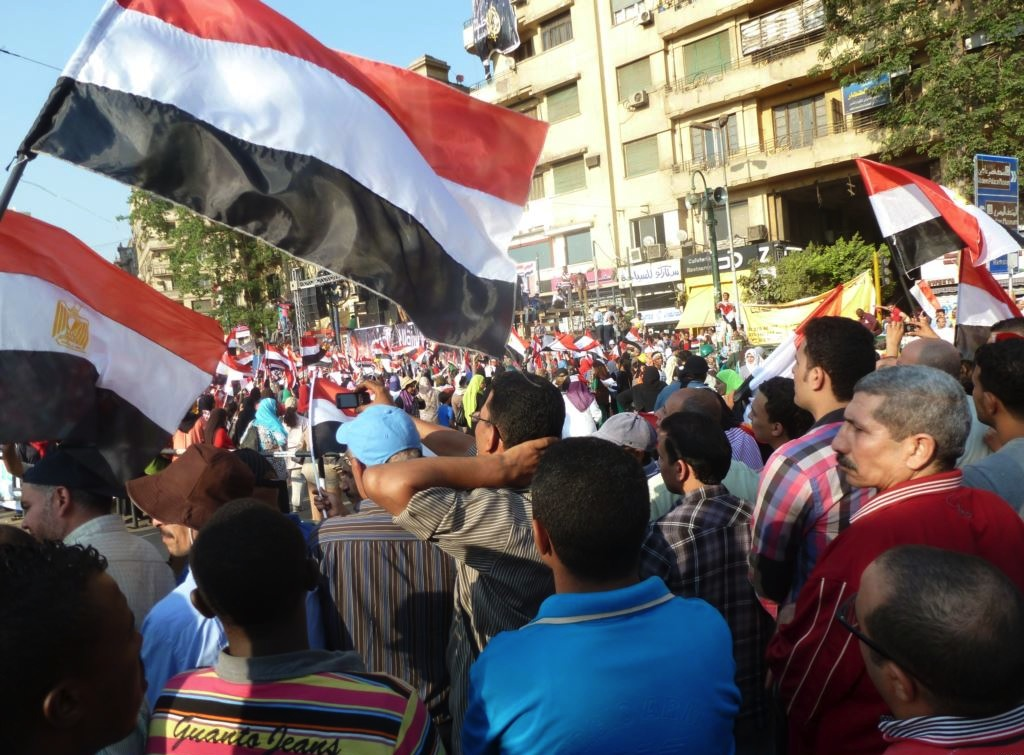
Auf dem Tahrir-Platz feiern Tausende den Putsch als „Zweite Revolution“.
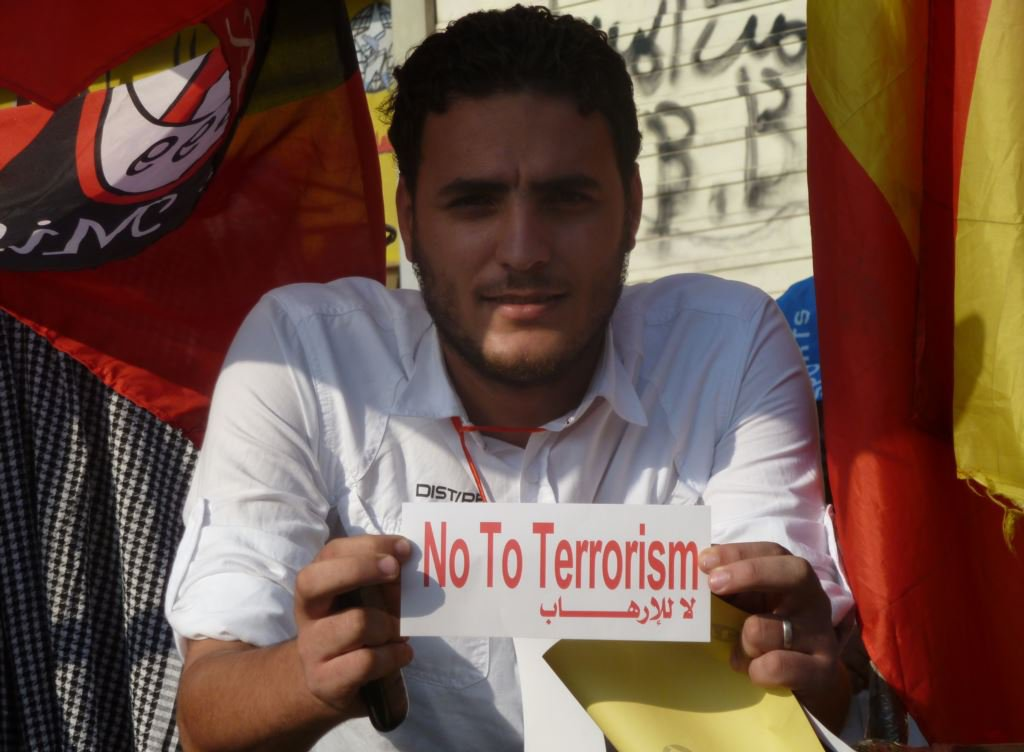
Einen Tag vor der Massentötung: „Nein zum Terrorismus“.
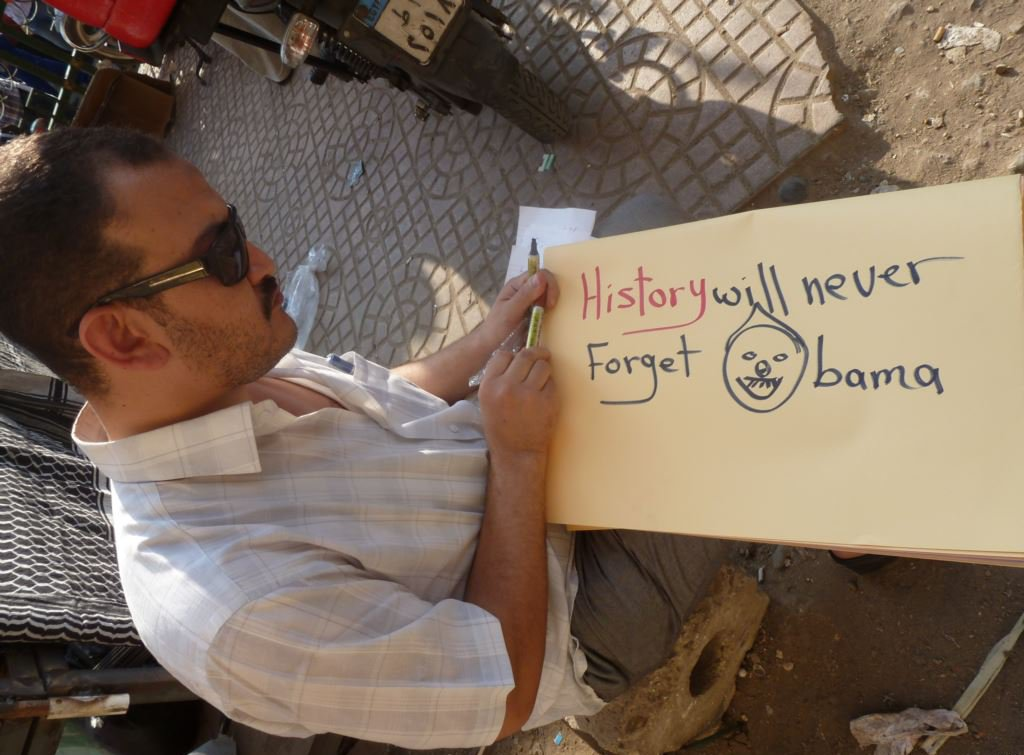
Dank an die USA: „Die Geschichte wird Obama nie vergessen“.
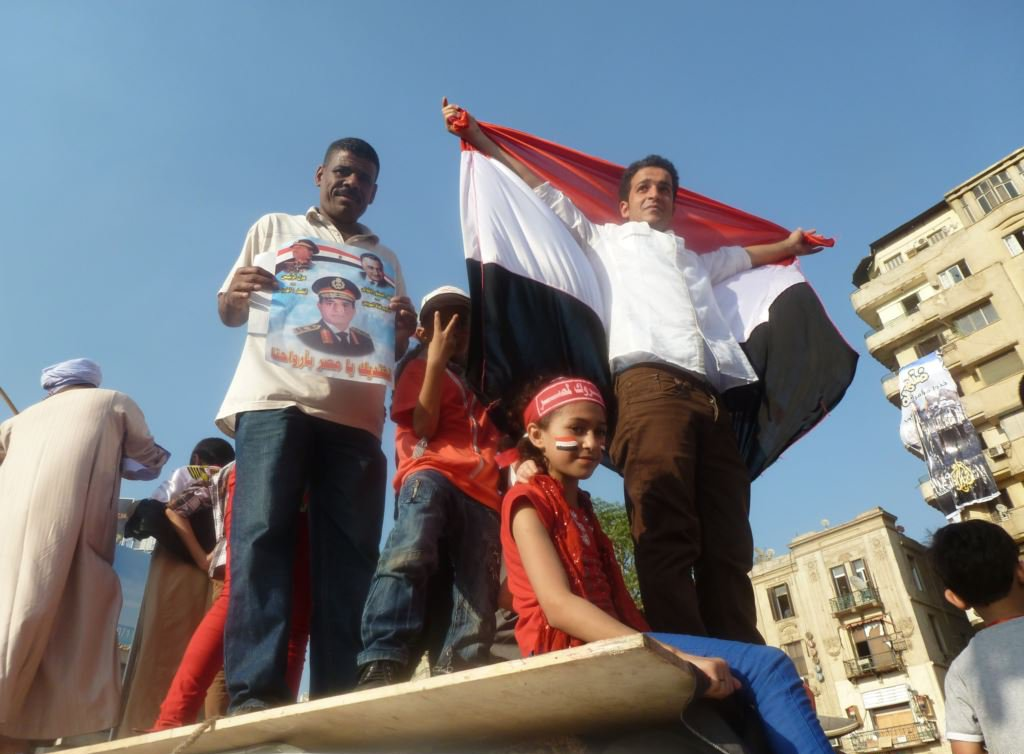
Ägyptische Flagge neben Porträt von Militärchef Sisi.

Einen Tag vor der Massentötung auf dem Gelände der Republikanischen Garde fand eine Anti-Mursi-Demonstration Tausender Menschen auf dem Tahrir-Platz statt. Die Voice-of-America-Reporterin Sharon Behn interviewte mehrere der Demonstranten auf der ihrem Bericht nach „größten Versammlung der Woche“, die betonten, dass es sich beim Sturz Mursis nicht um einen Putsch, sondern um eine „Zweite Revolution“ handle.
Am gleichen Tag forderten Pro-Mursi-Demonstranten in Kairo die Wiedereinsetzung Mursis als Staatspräsident. Nezar AlSayyad, Vorsitzender des Center for Middle Eastern Studies, sagte gegenüber Voice of America, die Armee müsse die Pro-Mursi-Demonstranten unter Kontrolle halten, um die „Stabilität im Land“ aufrechtzuerhalten. Wenn die Pro-Mursi-Proteste weitergingen oder wenn die Armee sie auf zu blutige Weise unter Kontrolle bringen werde, so drohe Ägypten „ein weiteres Algerien“ zu werden. Der „Ruf nach einer Rückkehr des früheren Präsidenten und die Anstiftung zur Gewalt“ sei „gefährlich für Ägypten“: „Im Moment rufen sie nach einer Rückkehr Mursis. Im Moment sind viele von ihnen bewaffnet. Es gibt weiterhin eine Menge von Aufwiegelung, besonders unter den Pro-Mursi-Protestierern, in einer sehr ungesunden Weise.“ Er warf den Pro-Mursi-Demonstranten eine selbstaufopfernde „Dschihadisten-Mentalität“ vor, die „tödlich für das Land“ sei. Während die Afrikanische Union Ägypten am 5. Juli aufgrund des Putsches ausgeschlossen hatte und der republikanische US-Senator John McCain die Einstellung der US-Militärhilfe aufgrund des Putsches forderte, wies AlSayyad die Einordnung als Putsch zurück, da das Militär nicht direkt die Regierung übernommen habe. AlSayyad hatte noch vor dem Putsch vorausgesagt, dass die Armee Mursi absetzen und den Chef des Verfassungsgerichts als Interimspräsident einsetzen werde.

### Massentötung von Mursi-Anhängern auf dem Gelände der Republikanischen Garde (8. Juli)

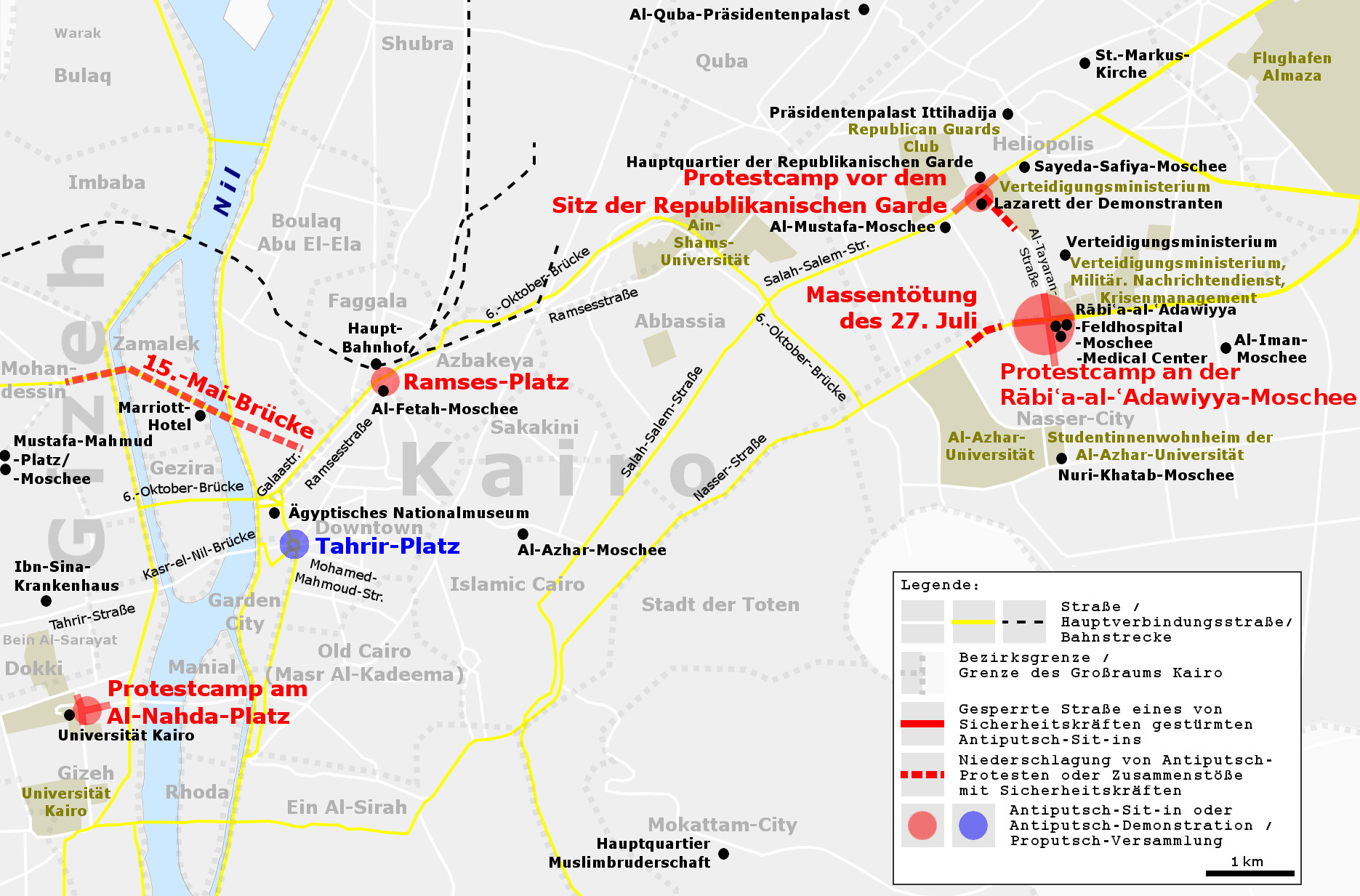
Ausgewählte Orte im Zusammenhang mit blutig niedergeschlagenen Protesten von Pro-Mursi-Demonstranten (rot) in Kairo nach dem Militärputsch vom 3. Juli 2013:
8. Juli: Protestcamp auf dem Gelände der Republikanischen Garde
27. Juli: Protestcamp vor der Rābiʿa-al-ʿAdawiyya-Moschee
14. August: Protestcamps vor der Rābiʿa-al-ʿAdawiyya-Moschee und am Al-Nahda-Platz
16. August: Ramses-Platz und 15.-Mai-Brücke
6. Oktober: u. a. Märsche von Dokki und Ramses-Platz (mit Al-Fetah-Moschee) zum Tahrir-Platz

Am 8. Juli erschossen ägyptische Sicherheitskräfte 53 Mursi-Anhänger, die laut offizieller Darstellung das Gebäude der Republikanischen Garde in Kairo stürmen wollten, in dem Mursi festgehalten werden sollte. 435 weitere wurden nach offiziellen Angaben verletzt. Die Sicherheitskräfte hatten den Tod von zwei Polizisten und eines Soldaten zu beklagen, sowie 42 Verletzte.
Nach Aussagen der Muslimbrüder soll das Militär am Morgen des 8. Juli während der Verrichtung des Morgengebetes das Feuer eröffnet und mit gezielten Kopfschüssen zwischen 33 und 35 der betenden Demonstranten erschossen haben.
Das Militär bezeichnete den Vorfall dagegen als einen Angriff „terroristischer Kräfte“.
Eine auf Interviews mit Augenzeugen, Anwohnern und Medizinern sowie auf Videoanalysen fußende Recherche von Patrick Kingsley, die am 18. Juli im Guardian veröffentlicht wurde, kam zu dem Ergebnis, dass es sich bei dem Ereignis entgegen der offiziellen Darstellung um einen koordinierten Überfall der Sicherheitskräfte auf größtenteils friedliche Zivilisten handelte.
Die ultrakonservative Partei des Lichts der radikal-islamistischen Salafisten, die bis dahin auf Seiten der Anti-Mursi-Allianz stand, erklärte daraufhin ihren Rückzug aus den Verhandlungen über eine Übergangsregierung und begründete die Entscheidung als Reaktion auf das „Massaker“.

### Bildung der Übergangsregierung

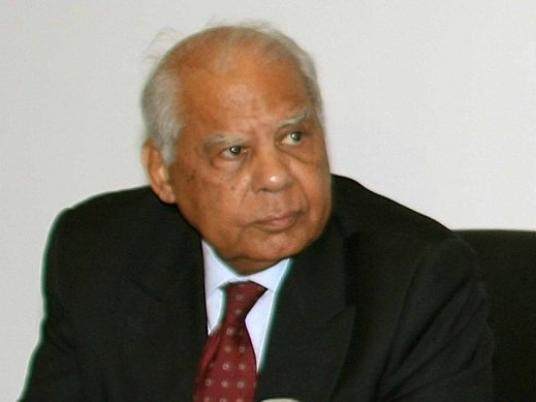
Hasim al-Beblawi wird Interims-Premierminister von Ägypten.

Am 9. Juli wurde der frühere Finanzminister und Wirtschaftsexperte Hasim al-Beblawi zum Ministerpräsidenten der zu bildenden Übergangsregierung ernannt. Mohammed el-Baradei wurde der Posten des Vizeministerpräsidenten und Außenministers zugedacht. Die weitere Regierungsbildung gestaltete sich in den darauffolgenden Tagen jedoch schwierig. Am 11. Juli erklärte Beblawi, bezüglich einiger Kabinettsposten müssten noch Gespräche geführt werden, er rechne jedoch mit dem Abschluss der Regierungsbildung bis zum 15. Juli. Er zeigte sich zudem bereit zu einer Beteiligung der Muslimbruderschaft an der Regierung, was diese jedoch umgehend ablehnte, da die Übergangsregierung illegitim sei und Mursi wieder ins Amt eingesetzt werden müsse.
In der Nacht vor der Vereidigung der Übergangsregierung eskalierte die Gewalt nach einer Woche relativer Ruhe erneut. Zehntausende Anhänger der Muslimbruderschaft demonstrierten in der Nacht auf den 16. Juli in Kairo und anderen ägyptischen Städten. Starke Polizeiaufgebote verhinderten in Kairo, dass die Demonstranten wichtige Verkehrsknotenpunkte besetzten. An mehreren Orten kam es zu Zusammenstößen, bei denen in Kairo mindestens sieben Menschen ums Leben kamen, davon allein vier vor der Universität Kairo. Alle sieben Todesopfer waren Mursi-Anhänger. Zu heftigen Auseinandersetzungen kam es im Umkreis der 6.-Oktober-Brücke, die von Mursi-Anhänger mit Lastwagen und brennenden Autoreifen blockiert worden war. Die Polizei ging mit Tränengas und Gummigeschossen gegen die Demonstranten vor. Diese warfen Steine gegen die Sicherheitskräfte, die die Brücke räumten. Mehr als 400 Personen wurden nach Medienangaben wegen Unruhestiftung festgenommen. Seit dem Militärputsch gegen Staatspräsident Mursi waren zu diesem Zeitpunkt innerhalb von zwei Wochen mindestens 92 Menschen getötet worden.

#### Vereidigung (16. Juli)
Nachdem schließlich Kandidaten für alle Kabinettsposten gefunden waren, wurde die Übergangsregierung am 16. Juli von Übergangspräsident Mansur vereidigt.
Bei der Vereidigung wurde bekannt, dass der Kommandeur der Streitkräfte, Abd al-Fattah as-Sisi, der den gewählten Staatspräsidenten Mursi abgesetzt hatte, deutlich mehr Befugnisse und einen einflussreicheren Posten in der Übergangsregierung erhielt. Damit verdichteten sich die Hinweise, dass das Militär eine stärkere politische Rolle einnehmen werde als allgemein erwartet worden war. Der von den Putschgegnern scharf kritisierte Armee-Kommandeur Sisi erhielt durch die Bildung der Übergangsregierung deutlich mehr Befugnisse. Neben dem Verteidigungsressort übernahm General Sisi, der ursprünglich versprochen hatte, dass die Macht in die Hände ziviler Politiker gelegt werde, nun auch den Posten des ersten Stellvertreters von Interims-Ministerpräsident Hasim al-Beblawi.
Die 33 Mitglieder des Kabinetts gehörten überwiegend dem liberalen politischen Lager an oder waren nicht parteigebundene Fachleute. Unter den Kabinettsmitgliedern waren drei koptische Christen und drei Frauen. Finanzminister wurde Ahmed Galal, ein langjähriger Experte der Weltbank.
Keine der beiden islamistischen Parteien, welche die Vorgängerregierung unter Präsident Mursi gestützt hatten und seit dem Volksaufstand von 2011 gemeinsam fünf Wahlen gewonnen hatten (zwei Parlamentswahlen, eine Präsidentenwahl sowie zwei Verfassungsreferenden), war an der neuen Regierung beteiligt.
Zusammensetzung der Interimsregierung:
| Adli Mansur Interims-Präsident | Adli Mansur Interims-Präsident | Adli Mansur Interims-Präsident | Adli Mansur Interims-Präsident | Adli Mansur Interims-Präsident              | Adli Mansur Interims-Präsident              |                                             |                                             | Vakant Interims-Vizepräsident bis 14. August 2013: Mohammed el-Baradei | Vakant Interims-Vizepräsident bis 14. August 2013: Mohammed el-Baradei | Vakant Interims-Vizepräsident bis 14. August 2013: Mohammed el-Baradei | Vakant Interims-Vizepräsident bis 14. August 2013: Mohammed el-Baradei | Vakant Interims-Vizepräsident bis 14. August 2013: Mohammed el-Baradei | Vakant Interims-Vizepräsident bis 14. August 2013: Mohammed el-Baradei |                                                                    |                                                                    |                                                                    |                                                                    |  |  |                                                                |                                                                |                                                                |                                                                |                                                                |                                                                |
| Adli Mansur Interims-Präsident | Adli Mansur Interims-Präsident | Adli Mansur Interims-Präsident | Adli Mansur Interims-Präsident | Adli Mansur Interims-Präsident              | Adli Mansur Interims-Präsident              |                                             |                                             | Vakant Interims-Vizepräsident bis 14. August 2013: Mohammed el-Baradei | Vakant Interims-Vizepräsident bis 14. August 2013: Mohammed el-Baradei | Vakant Interims-Vizepräsident bis 14. August 2013: Mohammed el-Baradei | Vakant Interims-Vizepräsident bis 14. August 2013: Mohammed el-Baradei | Vakant Interims-Vizepräsident bis 14. August 2013: Mohammed el-Baradei | Vakant Interims-Vizepräsident bis 14. August 2013: Mohammed el-Baradei |                                                                    |                                                                    |                                                                    |                                                                    |  |  |                                                                |                                                                |                                                                |                                                                |                                                                |                                                                |
|                                |                                |                                |                                |                                             |                                             |                                             |                                             |                                                                        |                                                                        |                                                                        |                                                                        |                                                                        |                                                                        |                                                                    |                                                                    |                                                                    |                                                                    |  |  |                                                                |                                                                |                                                                |                                                                |                                                                |                                                                |
|                                |                                |                                |                                | Hasim al-Beblawi Interims-Ministerpräsident | Hasim al-Beblawi Interims-Ministerpräsident | Hasim al-Beblawi Interims-Ministerpräsident | Hasim al-Beblawi Interims-Ministerpräsident | Hasim al-Beblawi Interims-Ministerpräsident                            | Hasim al-Beblawi Interims-Ministerpräsident                            |                                                                        |                                                                        | Abd al-Fattah as-Sisi Stellvertretender Interims-Ministerpräsident     | Abd al-Fattah as-Sisi Stellvertretender Interims-Ministerpräsident     | Abd al-Fattah as-Sisi Stellvertretender Interims-Ministerpräsident | Abd al-Fattah as-Sisi Stellvertretender Interims-Ministerpräsident | Abd al-Fattah as-Sisi Stellvertretender Interims-Ministerpräsident | Abd al-Fattah as-Sisi Stellvertretender Interims-Ministerpräsident |  |  | Ziad Bahaa El Din Stellvertretender Interims-Ministerpräsident | Ziad Bahaa El Din Stellvertretender Interims-Ministerpräsident | Ziad Bahaa El Din Stellvertretender Interims-Ministerpräsident | Ziad Bahaa El Din Stellvertretender Interims-Ministerpräsident | Ziad Bahaa El Din Stellvertretender Interims-Ministerpräsident | Ziad Bahaa El Din Stellvertretender Interims-Ministerpräsident |
|                                |                                |                                |                                | Hasim al-Beblawi Interims-Ministerpräsident | Hasim al-Beblawi Interims-Ministerpräsident | Hasim al-Beblawi Interims-Ministerpräsident | Hasim al-Beblawi Interims-Ministerpräsident | Hasim al-Beblawi Interims-Ministerpräsident                            | Hasim al-Beblawi Interims-Ministerpräsident                            |                                                                        |                                                                        | Abd al-Fattah as-Sisi Stellvertretender Interims-Ministerpräsident     | Abd al-Fattah as-Sisi Stellvertretender Interims-Ministerpräsident     | Abd al-Fattah as-Sisi Stellvertretender Interims-Ministerpräsident | Abd al-Fattah as-Sisi Stellvertretender Interims-Ministerpräsident | Abd al-Fattah as-Sisi Stellvertretender Interims-Ministerpräsident | Abd al-Fattah as-Sisi Stellvertretender Interims-Ministerpräsident |  |  | Ziad Bahaa El Din Stellvertretender Interims-Ministerpräsident | Ziad Bahaa El Din Stellvertretender Interims-Ministerpräsident | Ziad Bahaa El Din Stellvertretender Interims-Ministerpräsident | Ziad Bahaa El Din Stellvertretender Interims-Ministerpräsident | Ziad Bahaa El Din Stellvertretender Interims-Ministerpräsident | Ziad Bahaa El Din Stellvertretender Interims-Ministerpräsident |
|                                |                                |                                |                                |                                             |                                             |                                             |                                             |                                                                        |                                                                        |                                                                        |                                                                        |                                                                        |                                                                        |                                                                    |                                                                    |                                                                    |                                                                    |  |  |                                                                |                                                                |                                                                |                                                                |                                                                |                                                                |
|                                |                                |                                |                                |                                             |                                             |                                             |                                             | 32 Minister                                                            |                                                                        |                                                                        |                                                                        |                                                                        |                                                                        |                                                                    |                                                                    |                                                                    |                                                                    |  |  |                                                                |                                                                |                                                                |                                                                |                                                                |                                                                |

Blau: zivil; Gelb: Militär; Grün: zivil und Militär

#### Reaktionen auf die Bildung der Übergangsregierung
Nach der Kabinettsbildung übten die Muslimbrüder harsche Kritik. Ein Sprecher der Muslimbruderschaft sagte, weder die Regierung noch der Ministerpräsident oder das Kabinett seien legitimiert. Die Anhänger des gestürzten Staatspräsidenten Mursi kündigten an, ihre Demonstrationen gegen den Putsch fortzusetzen.
Heftige Kritik an der ägyptischen Übergangsregierung äußerte die Regierung der Türkei. Der türkische Ministerpräsident Recep Tayyip Erdoğan lehnte eine Begegnung mit dem ägyptischen Interims-Vizepräsidenten Mohammed el-Baradei ab und erklärte, mit einem solchen Treffen würde die vom Militär gestützte ägyptische Übergangsregierung Legitimität erlangen. Der türkische Staatspräsident Abdullah Gül verlangte in einem Gespräch mit dem ägyptischen Botschafter die sofortige Freilassung Mursis.

## Weitere Zuspitzung der Staatskrise und Destabilisierung Ägyptens unter Sisi

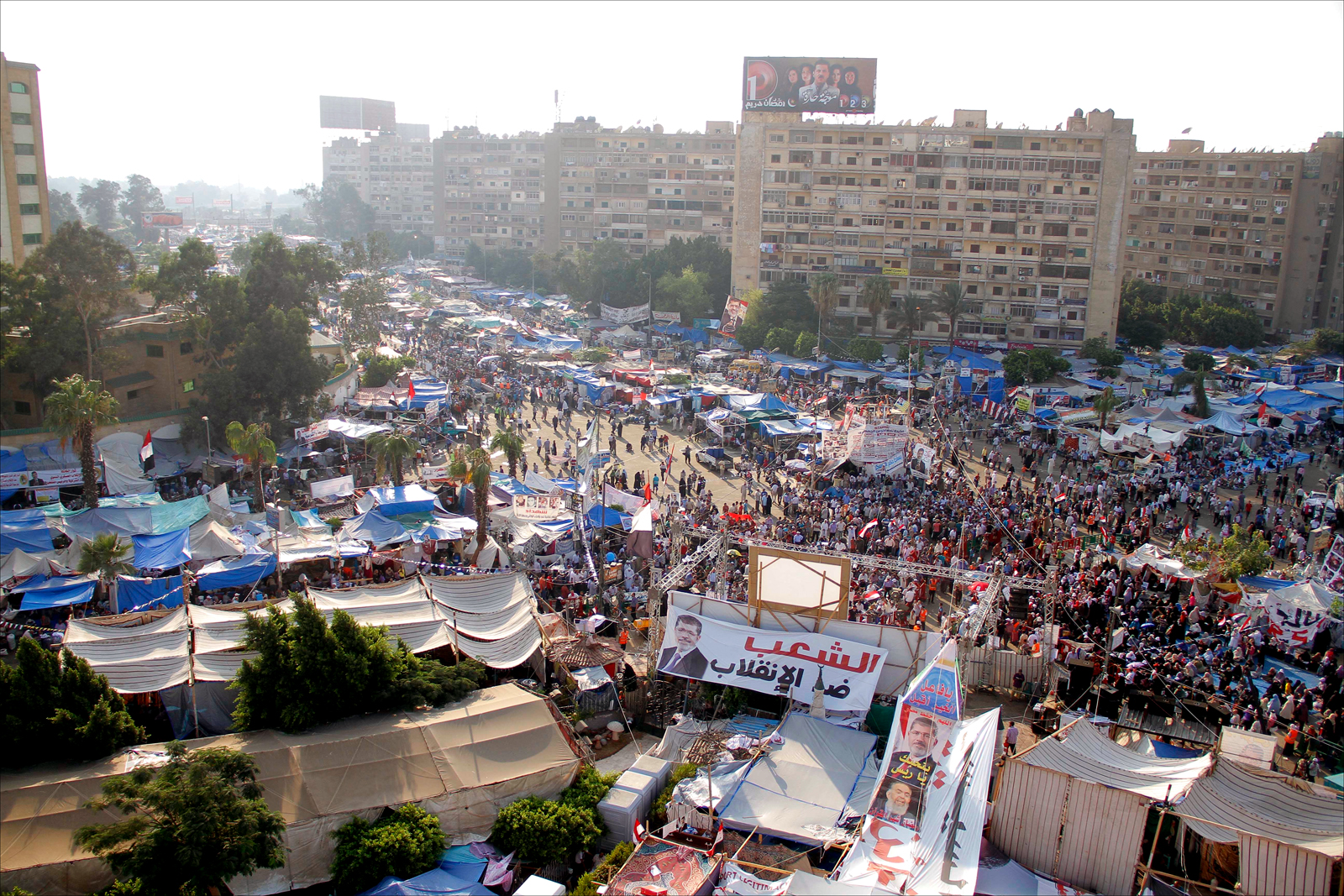
Vor der Stürmung des Anti-Putsch-Sit-ins an der Rābiʿa-al-ʿAdawiyya-Moschee übernachteten dort Pro-Mursi-Demonstranten bereits seit mehr als einem Monat in Zelten.

Auf den Putsch gegen Mursi folgte während der vom Militär installierten Übergangsregierung die größte Gewaltwelle der jüngeren ägyptischen Geschichte. Allein bei der Stürmung zweier Pro-Mursi-Protestcamps durch Militär und Polizei am 14. August, bei der es sich um ein „Massaker der Sicherheitskräfte an rund 1000 Pro-Mursi-Demonstranten“, um die schlimmste der bis dahin drei Massentötungen seit dem Sturz Mursis von Anfang Juli und laut Human Rights Watch um das „schlimmste Ereignis ungesetzlicher Massentötungen in der modernen Geschichte Ägyptens“ gehandelt hatte, sowie bei den darauffolgenden Ausschreitungen sollen laut Bassem El-Smargy vom Cairo Institute for Human Rights Studies (CIHRS) nach offiziellen Todeszahlen und eigenen Berechnungen innerhalb weniger als einer Woche zwischen 1000 und 1500 Menschen getötet worden sein. Bei den allermeisten Opfern handelte es sich dabei um von Polizei und Militär getötete Islamisten, überwiegend aus der Muslimbruderschaft. Diese seit dem Sturz Mursis andauernde Gewaltserie wurde als Anzeichen für eine wachsende Instabilität Ägyptens gedeutet.
In den folgenden Jahren kam es nach Einschätzung einiger Beobachter zu einer weiteren Destabilisierung Ägyptens unter Sisi. Entgegen seinem Versprechen, Sicherheit, Stabilität, wirtschaftliche Entwicklung und soziale Gerechtigkeit in Ägypten zu fördern, sei die Situation zwei Jahren nach seinem Amtsantritt schlechter als zuvor. Die Zunahme von Polizeigewalt und staatlicher Repression gegen die Zivilgesellschaft und die politische Opposition unter Sisi führte zu einer Radikalisierung, die sich in einer steigenden Anzahl von Terroranschlägen ausdrückte. Die schlechte Sicherheitslage unter Sissi ließ den Tourismus als wichtigen Wirtschaftsfaktor einbrechen. In der Ökonomie förderte Sisi seinen Unterstützern nutzende Großprojekte ohne nennenswert positive Effekte für die breite Bevölkerung. Auf diese Weise kam es zu einer Verschärfung sozialer Gegensätze und zu einer zunehmenden Destabilisierung Ägyptens.
Ägyptische Offizielle erklärten und rechtfertigten bei der Werbung um internationale Geber und Hilfsprogrammfinanzierungen die Menschenrechtsverletzungen, Misswirtschaft und Korruption gegenüber ihren westlichen Gesprächspartnern mit dem „Reformbedarf“ des angeblich dysfunktionalen ägyptischen Staates. Diese Erklärung, nach der die ägyptischen staatlichen Institutionen – zum Beispiel im Sicherheitsapparat, in der Justiz oder der Wirtschaft – überfordert seien, verselbständigt handelten und das angebliche Drängen des präsidialen Machtzentrums auf Reformen nur unzureichend umsetzten oder blockierten, wird von den wissenschaftlichen Beobachtern Stephan Roll und Lars Brozus (SWP) als nicht plausibel und Sisis Reformbereitschaft nach mehreren Jahren in seiner Verantwortung der Staatsführung als „wenig glaubwürdig“ bewertet. Sie verweisen darauf, dass Sisis Politik von Beginn an „Exklusion und Polarisierung“ angestrebt hatte wie bereits 2013, als die Demonstrationen von Anhängern des gestürzten Präsidenten Mursi auf Befehl Sisis in seiner Eigensachaft als Militärchef hin mit äußerster Gewalt und Hunderten Tötungen aufgelöst wurden, wodurch die Spaltung der ägyptischen Gesellschaft vertieft worden war. Dem Argument der fehlenden Umsetzung angeblicher Reformvorhaben der Führung durch die Institutionen halten sie entgegen, dass das von Sisi oftmals geäußerte Ziel einer uneingeschränkten staatlichen Herrschaft „erkennbar totalitäre Züge“ trage. Auch während seiner Präsidentschaft habe Sisi sein Möglichstes für die Legalisierung exzessiver Polizeigewalt und Unterdrückung der Zivilgesellschaft getan, per Dekret in Abwesenheit eines Parlaments durch Inkraftsetzen vieler Gesetzesvorlagen einen „höchst restriktiven politischen Rahmen“ gebildet, wirtschaftspolitische Weichen für die Durchführung umstrittener Megaprojekte gesteckt und gezielt den politischen Rahmen abgesteckt, der das staatliche Handeln und die Destabilisierung Ägyptens bestimme.

## Bedeutung und Wertungen
Der rücksichtslose Repressionskurs der militärgestützten Übergangsregierung seit dem Militärputsch vom 3. Juli führte in Ägypten nicht zu einer Stabilisierung, sondern zu einer Destabilisierung der Lage (Stand: Anfang April 2014). Das Land galt als bankrott, nahezu unregierbar und zunehmend unsicher. In einem Krisenherd-Ranking, als dessen Indikator Einschätzungen für politische Risiken (Sicherheit und Stabilität) der Länderanalyse-Firma Economist Intelligence Unit übernommen wurden, zählte Ägypten in der ersten Jahreshälfte 2014 zusammen mit Kosovo, Libyen, Syrien, dem Libanon und der Ukraine zu den sechs Staaten in der Nachbarschaft der Europäischen Union, deren Lage als sehr riskant eingestuft wird. In den ersten acht Monaten seit dem Sturz des Präsidenten Mursi durch das Militär erlitten die Ägypter die höchste Intensität an Menschenrechtsverletzungen und Terrorismus ihrer jüngeren Geschichte. Das Ausmaß der Gewalttaten überschritt selbst das der in Hinsicht auf Menschenrechtsverletzungen dunkelsten Periode Ägyptens seit dem Militärputsch in Ägypten 1952 und spiegelte eine beispiellose Anwendung von Gewalt in der jüngeren politischen Geschichte Ägyptens wider. In den 1950er Jahren hatte die Zahl der politischen Gefangenen unter Gamal Abdel Nasser zwar zeitweise ähnliche Dimensionen angenommen, doch forderte die Polizeirepression gegen Straßenproteste zu jener Zeit kaum Opfer.
- Die US-amerikanischen Nahost-Experten Shadi Hamdi und Meredith Wheeler von der Brookings Institution veröffentlichten im März 2014 einen Vergleich der Regierungszeit von Mohammed Mursi mit der Phase der Übergangsregierung, die das Militär nach dem Militärputsch vom 3. Juli 2013 installiert hatte. Die Studie, für die der verbreitete Polity-IV-Index mit in der Politikwissenschaft üblichen Parametern der Demokratiemessung für die Entwicklung von Übergangsgesellschaften nach dem Sturz autokratischer Regime verwendet wurde, ergab, dass das neue Regime in den Monaten nach dem Putsch auf der von +10 bis −10 reichenden Polity-IV-Index-Skala im Vergleich zur Regierungszeit Mursis um sechs volle Punkte und mit der Konsolidierung von Sisis Macht um acht Punkte in Richtung Autokratie abfiel. Anders als Mursi und selbst im Gegensatz zu Husni Mubarak und Anwar as-Sadat präsidierte die Postputsch-Militärregierung unter Sisi sowohl Massenverhaftungen politischer Gegner als auch Massentötungen wie die Niederschlagung der Pro-Mursi-Protestcamps vom 14. August 2013, bei der mindestens Hunderte Menschen starben. Dazu kam ein effektiv oppositionelle Demonstrationen unterbindendes Gesetz und der anhaltende Einsatz tödlicher Gewalt gegen Demonstranten durch die Sicherheitskräfte. Politischer Wettbewerb wurde nach dem Putsch ausschließlich innerhalb der eigenen politischen Koalition des Regimes geduldet. Die Entwicklung Ägyptens in Richtung Autokratie in den Monaten nach dem Putsch wurde von Analysten als typische und vorhersagbare Entwicklung eines Landes nach einem Militärputsch gewertet. Angesichts der besonderen Eigenart der ideologischen Spaltung Ägyptens, der internationalen Duldung beziehungsweise regelrechten Unterstützung des Putsches, sowie der ausgeprägten Anti-Muslimbruderschaft-Stimmung eines deutlichen Teils der Bevölkerung sei der Sturz Mursis jedoch vom Üblichen abgewichen und habe in eine stärker repressive Phase übergeleitet, als es bei der Mehrheit der modernen Putsche der Fall sei, wodurch die Situation in Ägypten mit der von Chile und Argentinien in den 1970er Jahren oder mit der von Algerien in den 1990er Jahren vergleichbar sei.[248] Der Militärputsch sei aber „durch eine grundlegende Fehldeutung und Verzerrung dessen, was vorher geschah“ legitimiert worden.[248][249] Denn obwohl Ägypten unter Mursi im Vergleich zu anderen Ländern mit einem „sozialen Übergangsprozess“, während dessen also nicht nur Eliten, sondern auch gewöhnliche Bürger in politischen und sozialen Aufruhr gerieten, deutlich positiver als der Durchschnitt abschnitt[248][249] und Mursi weder gravierende Menschenrechtsverletzungen noch eine systematische Repression und Inhaftierung der Opposition anzulasten seien,[250][248] hatten viele ägyptische und westliche Analysten in den dem Militärputsch vom 3. Juli 2013 vorausgehenden Monaten behauptet, die einjährige Amtszeit Mursis sei offenkundig „undemokratisch“ verlaufen.[248]
- Der in Kairo lebende Korrespondent Martin Gehlen bezeichnete den ägyptischen Staat nach dem Putsch als „hyperautoritär“. Der Putsch im demographischen Schwergewicht Ägypten im Sommer 2013 sei „ein dramatischer und auf lange Zeit irreversibler Rückschlag für alle demokratischen Ambitionen gewesen“, der in besonderem Maße dazu beigetragen habe, dass sich unter den 22 arabischen Nationen „keine einzige funktionierende Demokratie herausgebildet“ hat. Ägypten sei „zurückgekippt in den gewohnten Polizeistaat – noch erratischer und hemmungsloser, noch zwanghafter und anarchischer als der jahrzehntelange Mubarak-Vorgänger“.[251]
- James F. Jeffrey, Mitglied des Defence Policy Board, des American Council on Germany sowie des Council on Foreign Relations und früherer Sicherheitsberater Berater von George W. Bush sowie früherer US-Botschafter in der Türkei und im Irak, räumte auf Anfrage in einem Interview mit der Zeit 2014 ein, dass die USA durch das Einlassen mit Partnern wie dem autokratischen Ägypten nach dem Putsch all diejenigen enttäuschten, die sie im Arabischen Frühling unterstützt hatten.[252]